# Biserica de lemn din Lugașu de Sus

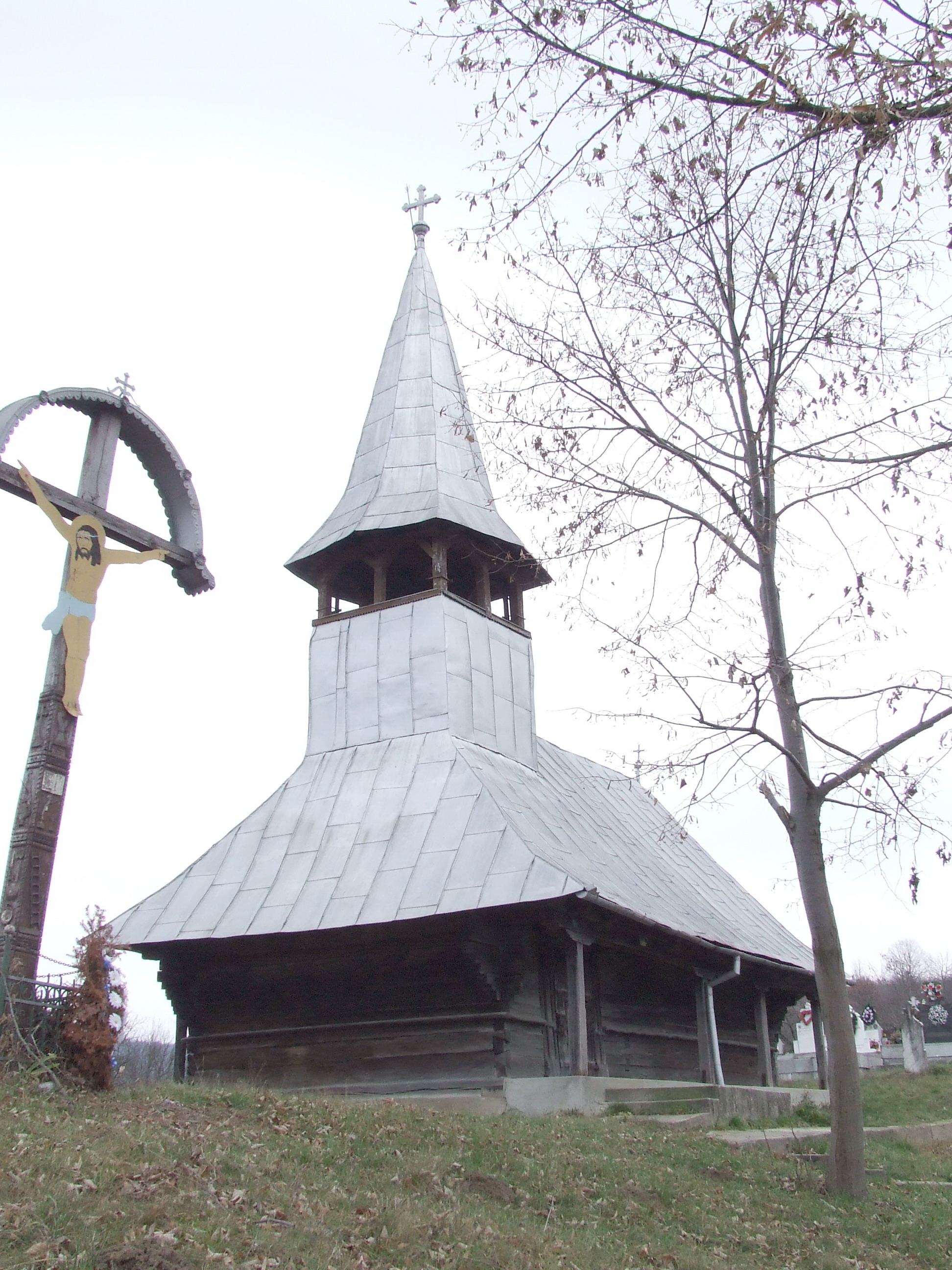
Biserica de lemn din Lugașu de Sus, județul Bihor. Foto: 2009

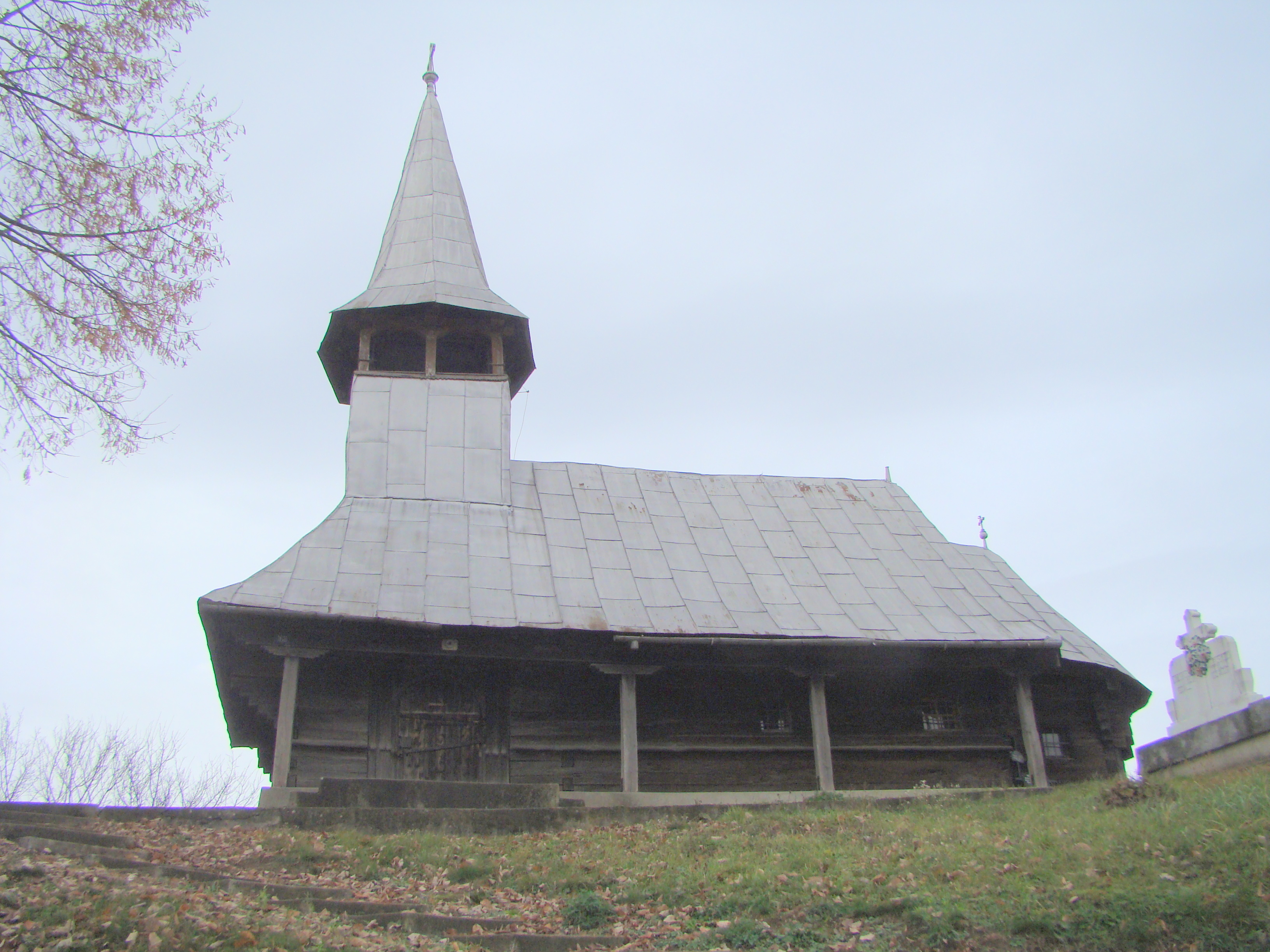
Biserica de lemn „Buna Vestire” din Lugașu de Sus, județul Bihor. foto: decembrie 2017.

Biserica de lemn din Lugașu de Sus se află în localitatea omonimă din comuna Lugașu de Jos, județul Bihor și a fost construită în anul 1720 după unele surse, alte surse oferind o altă dată, anul 1700. Biserica se află pe noua listă a monumentelor istorice, documentele oficiale înregistrând-o sub numărul BH-II-m-B-01168. Biserica are hramul "Buna Vestire".

## Istoric și trăsături
Conform unor lucrări istorice mai vechi, biserica a fost construită în anul 1720, pe un dâmb din mijlocul localității, locație care a rămas neschimbată de circa trei secole. Biserica, de mici dimensiuni, are o singură intrare, pe latura sudică, ancadramentul intrării fiind bogat ornamentat. Are o formă dreptunghiulară, fiind compartimentată în altar, naos și pronaos. Deasupra pronaosului se înalță turnul clopotniță, cu foișor deschis și coif ascuțit, învelit în tablă. Tot pe latura sudică a fost adăugat și un pridvor deschis, din lemn. Biserica nu a fost pictată, din zestrea originară a bisericii se păstrează însă, ușile împărătești și diaconești. Lucrări majore de reparații au avut loc în anul 1933, când au fost înlocuiți căpriorii acoperișului și bârnele de la turn, iar șindrila de fag a fost înlocuită cu un acoperiș inestetic, dar mai durabil, din tablă zincată. Biserica nu mai este folosită pentru serviciul liturgic, în apropiere, fiind ridicată o biserică nouă de zid, mai încăpătoare, cu hramul „Adormirea Maicii Domnului”, dată în folosință în anul 2000.

## Imagini din exterior

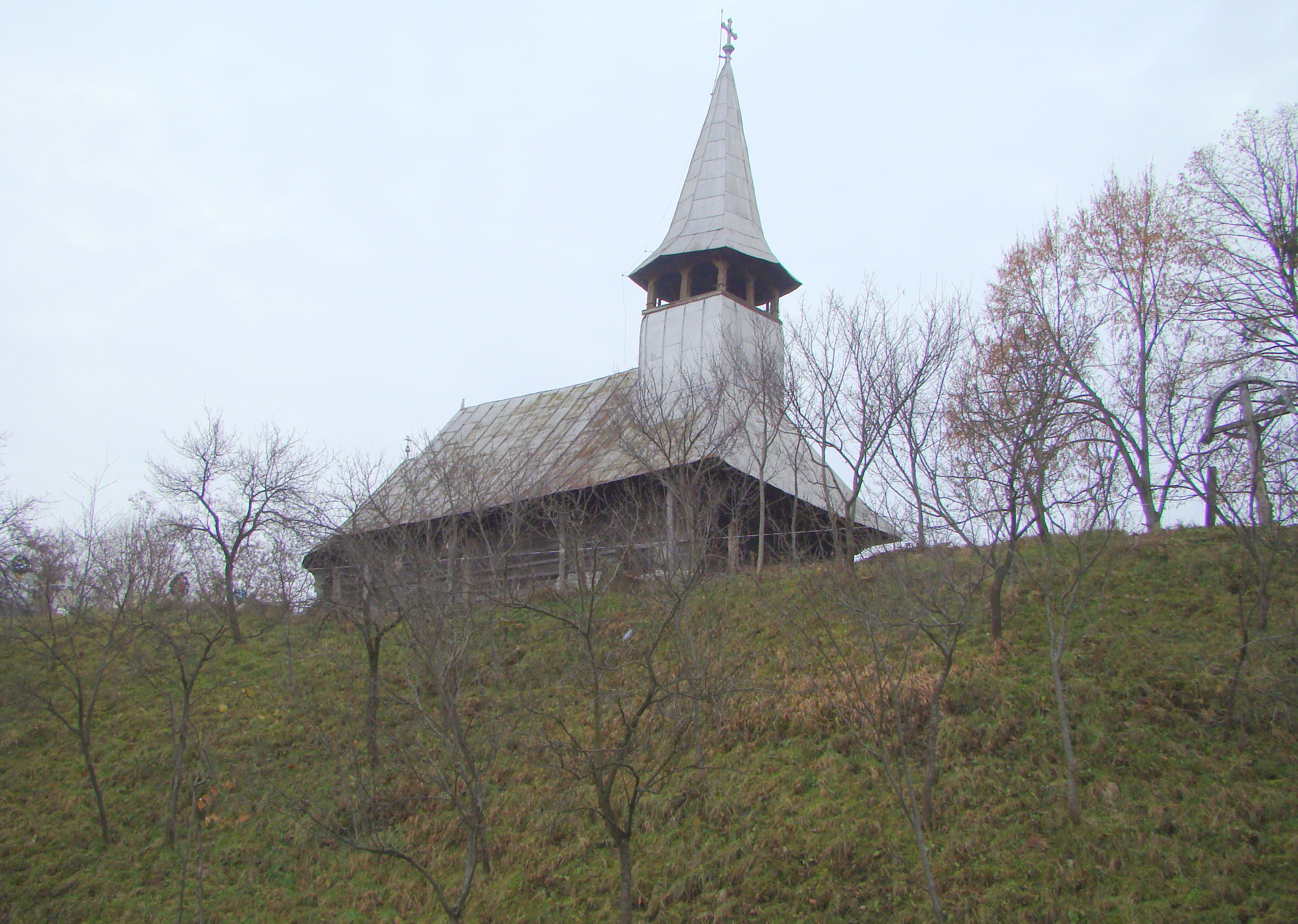
Biserica în vârf de deal
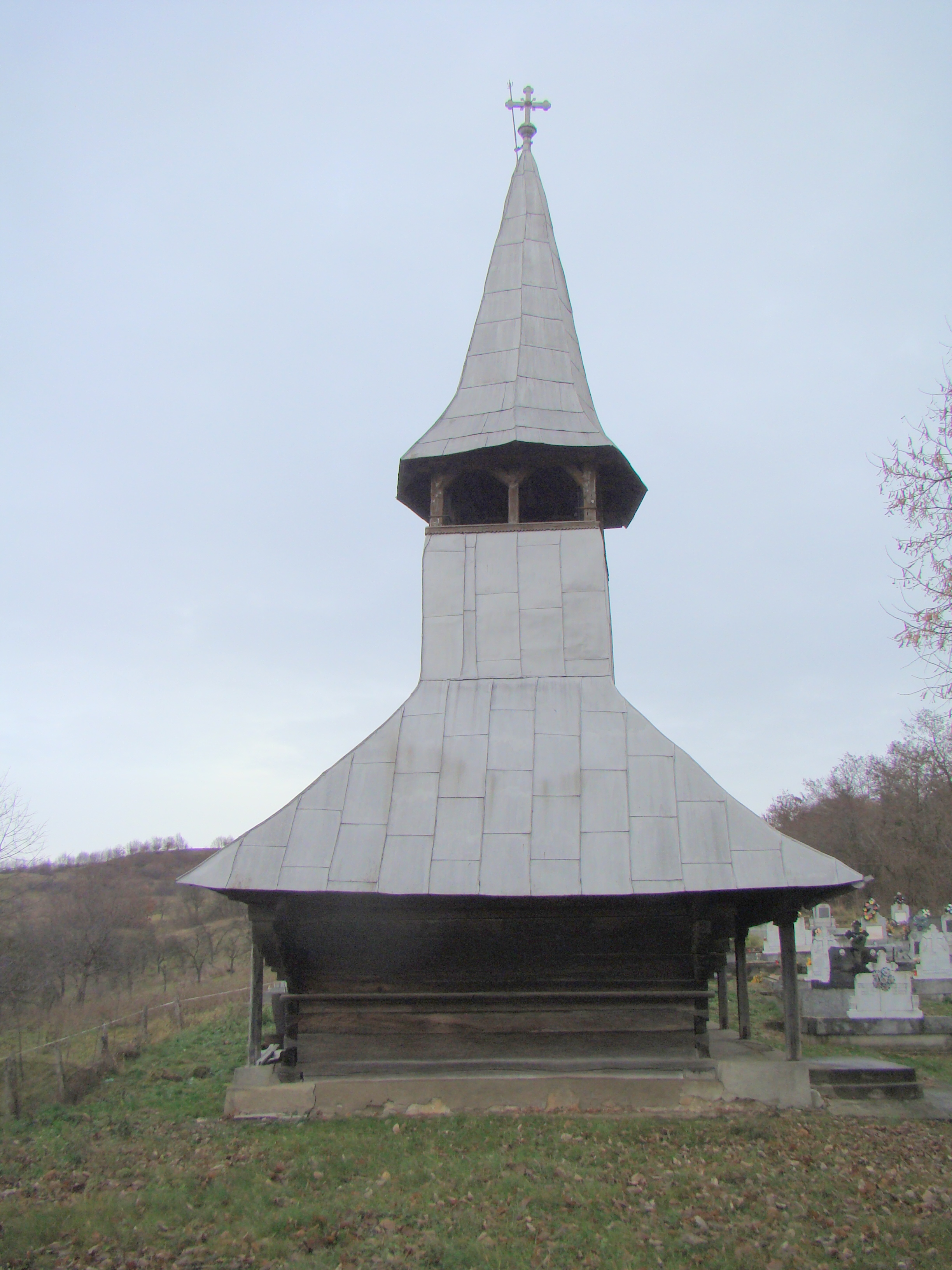
Biserica (vest)
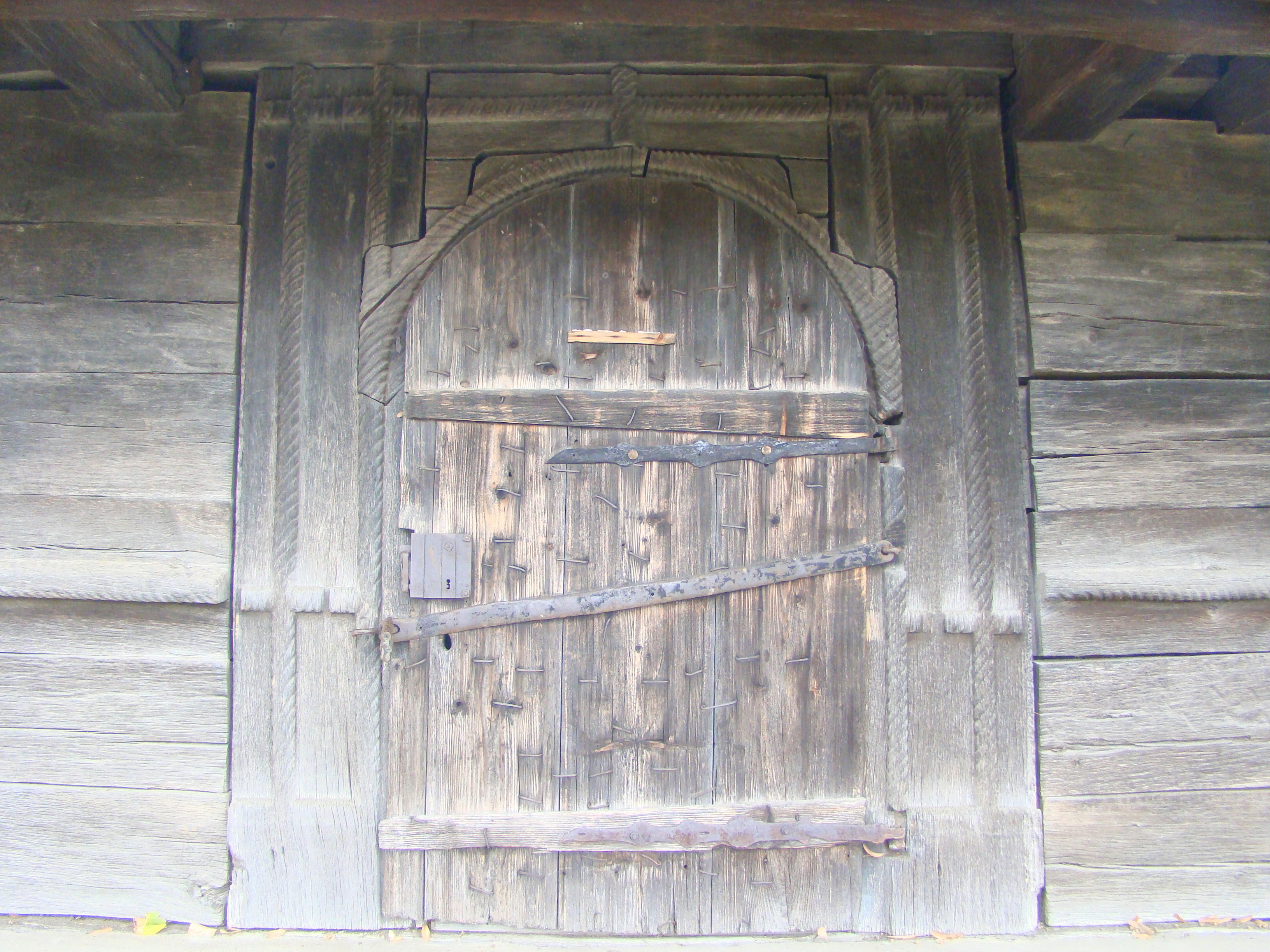
Portalul exterior
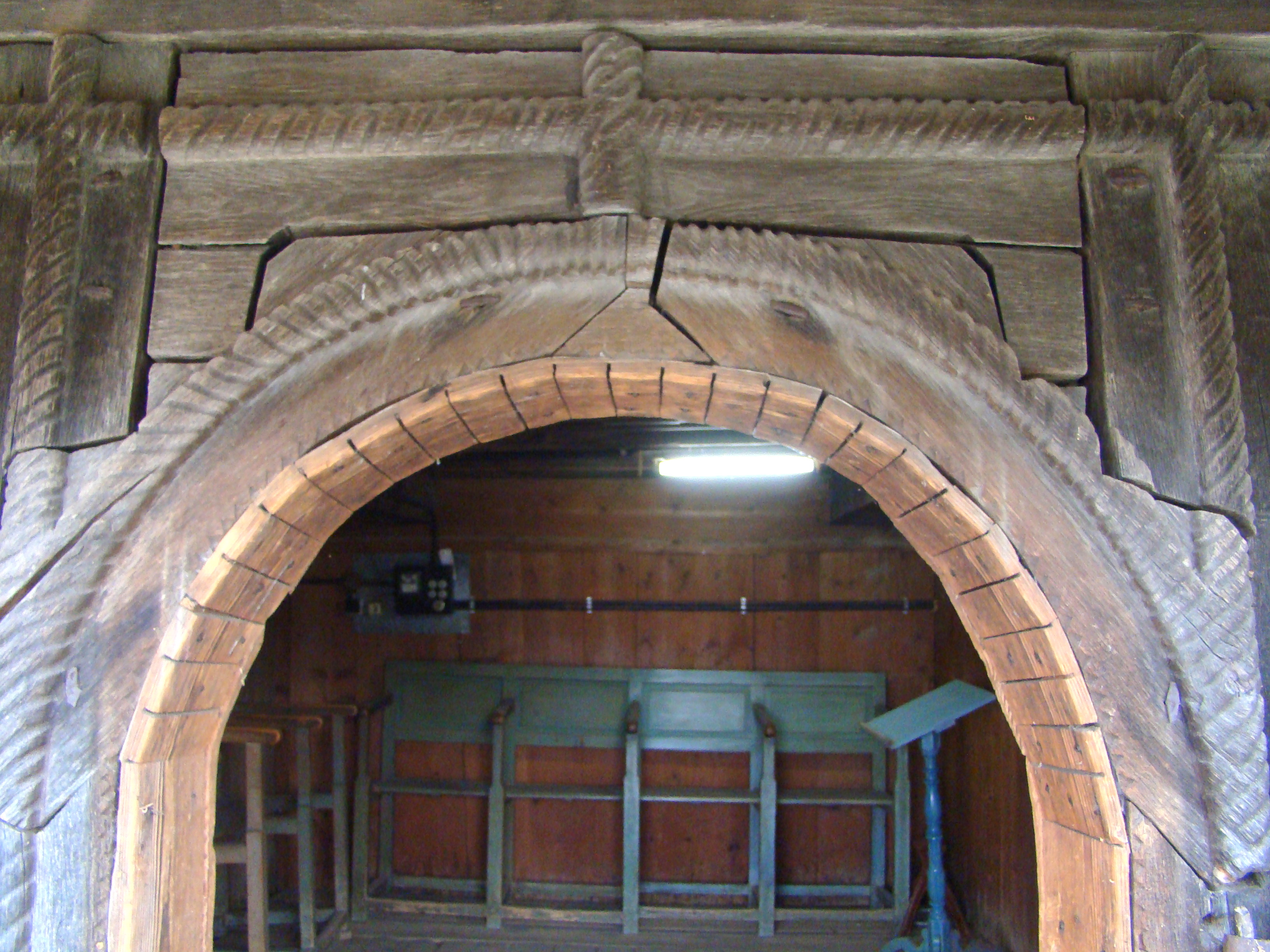
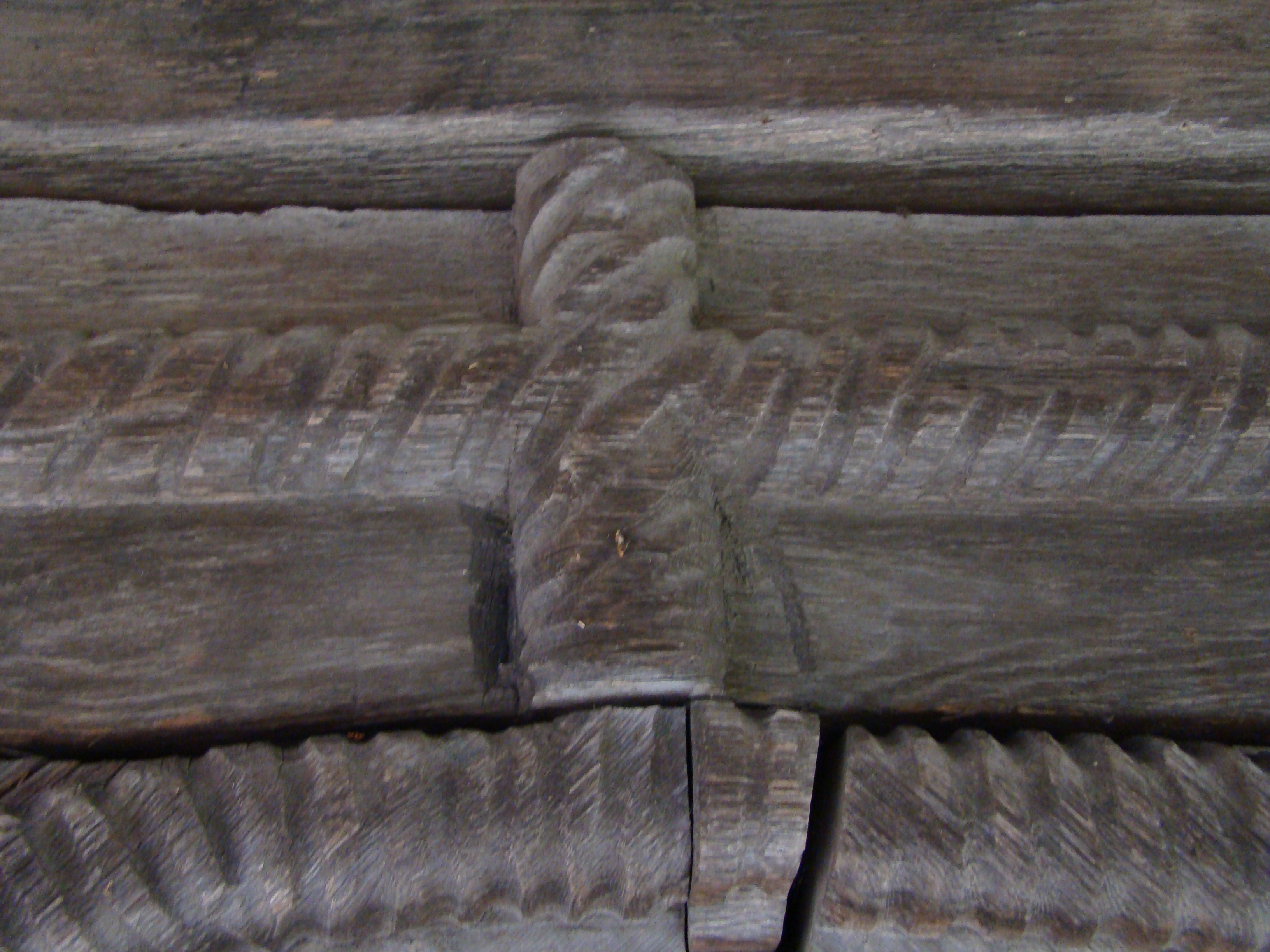
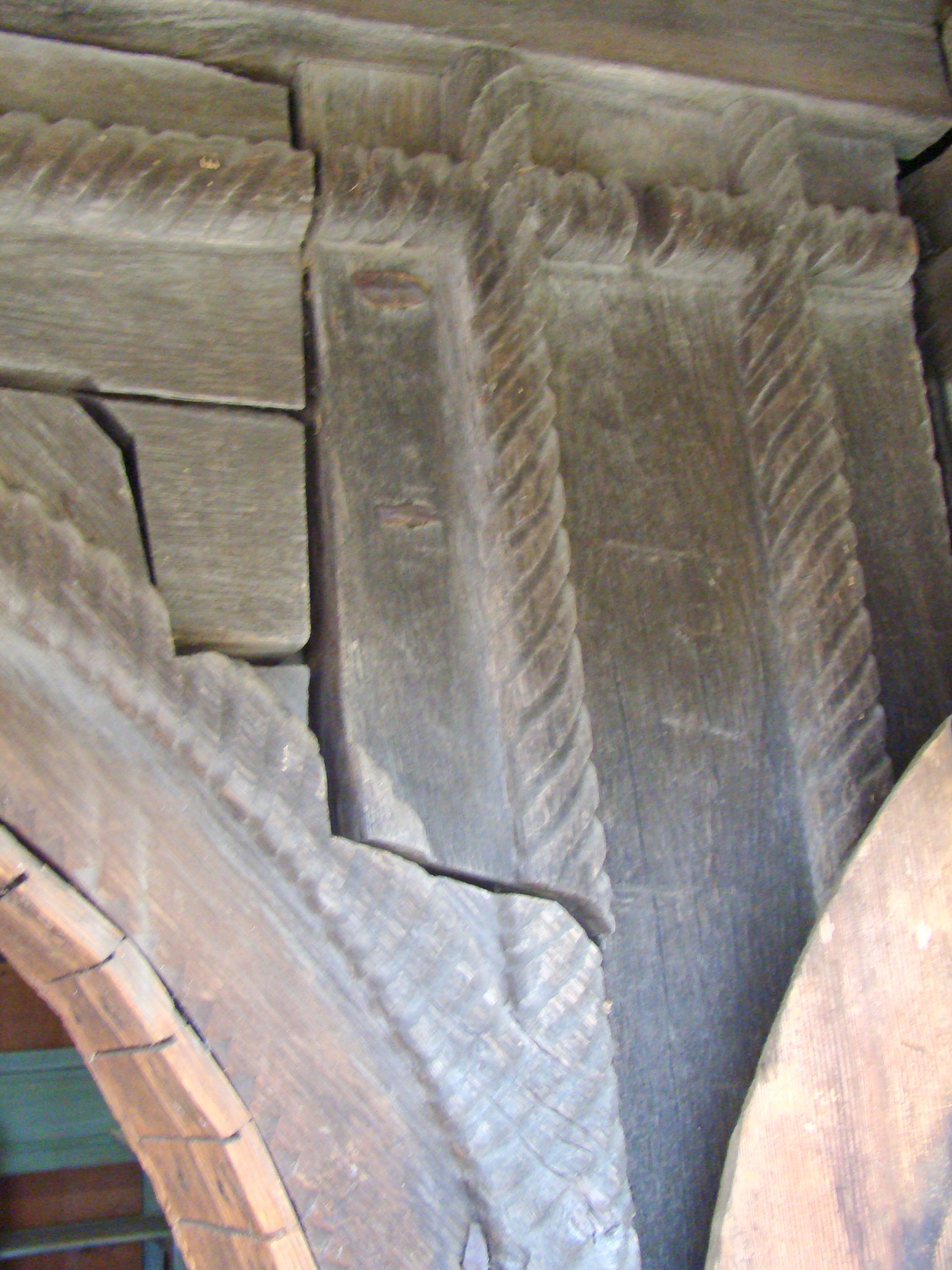
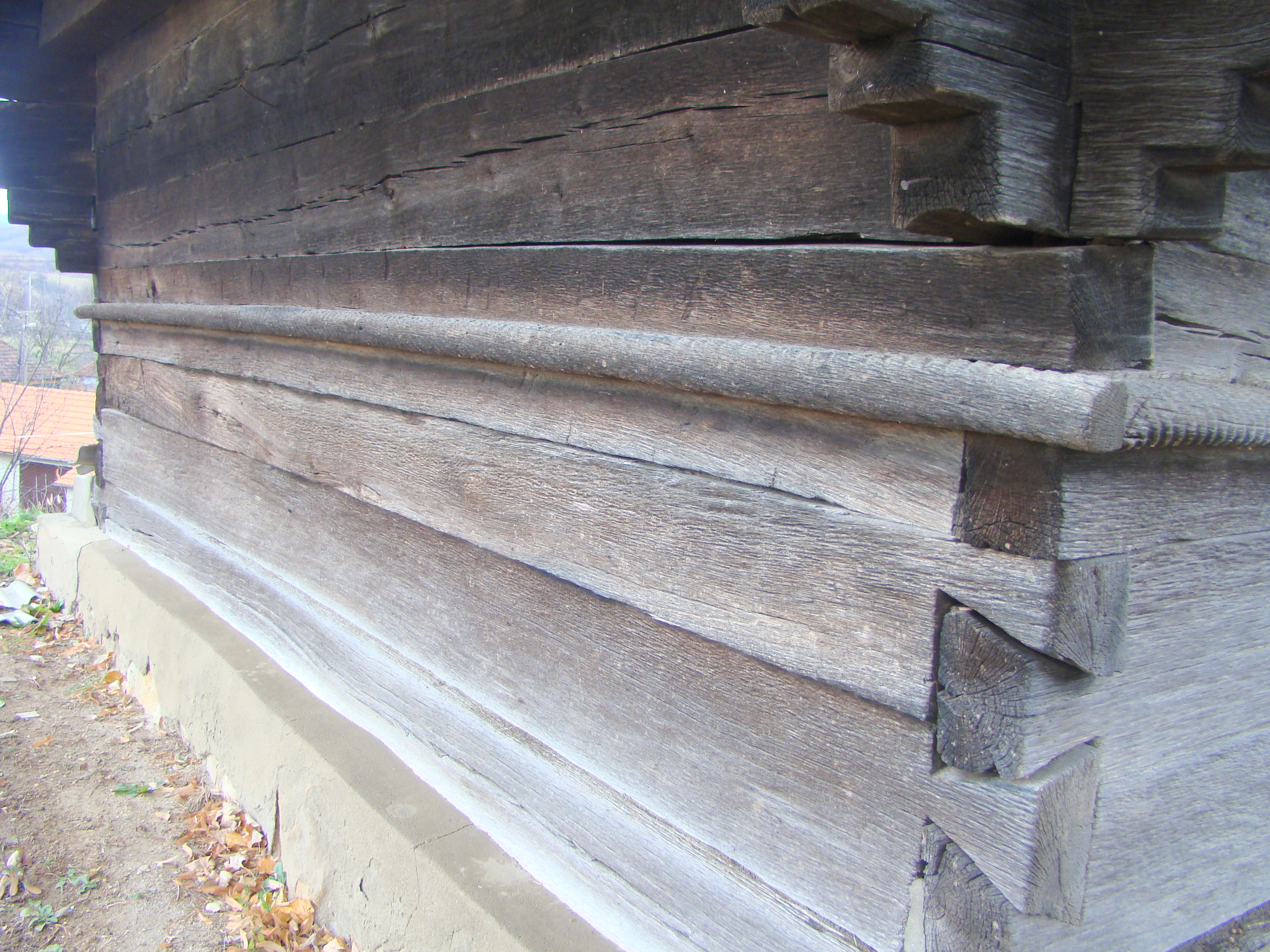
Brâul median
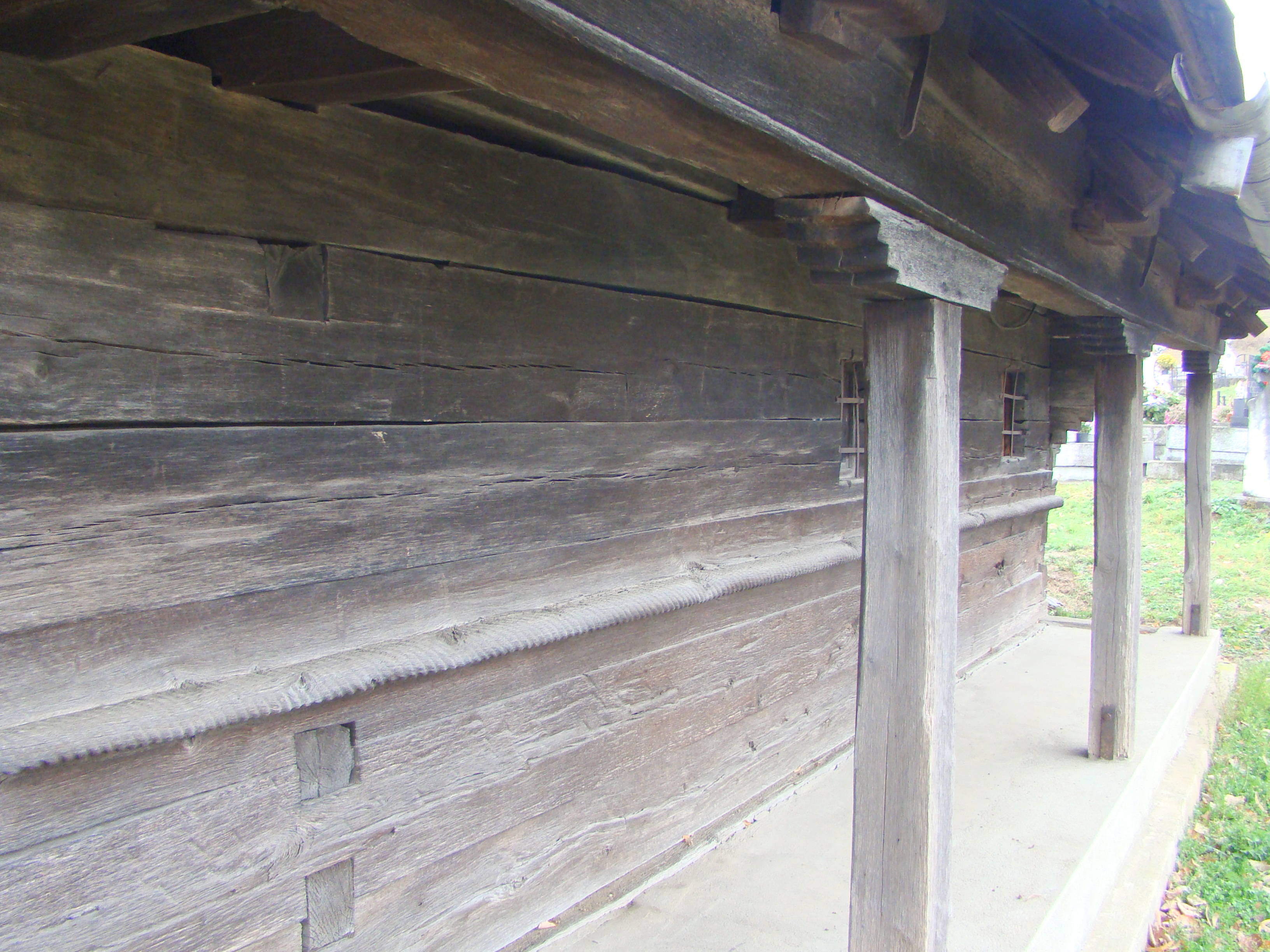
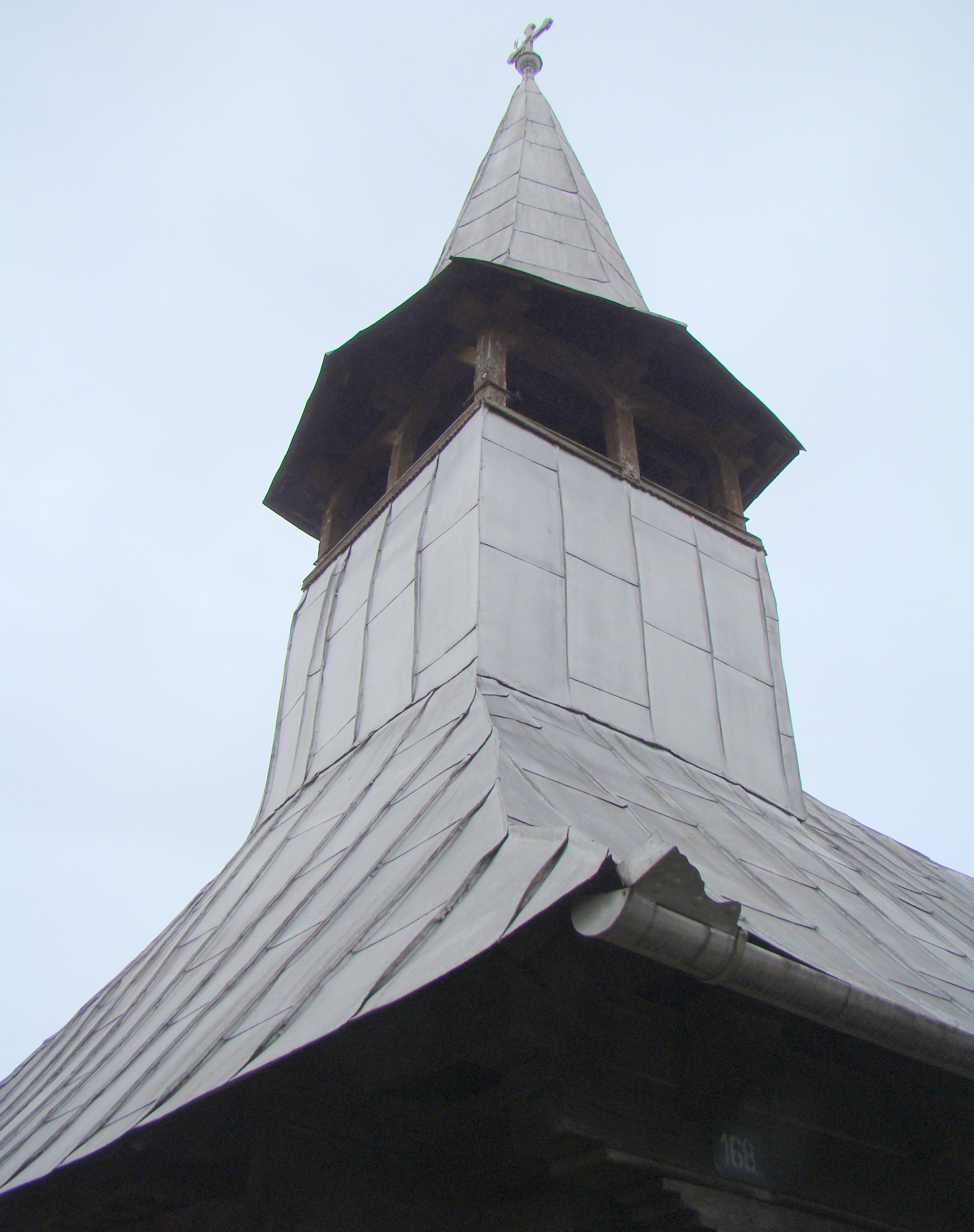
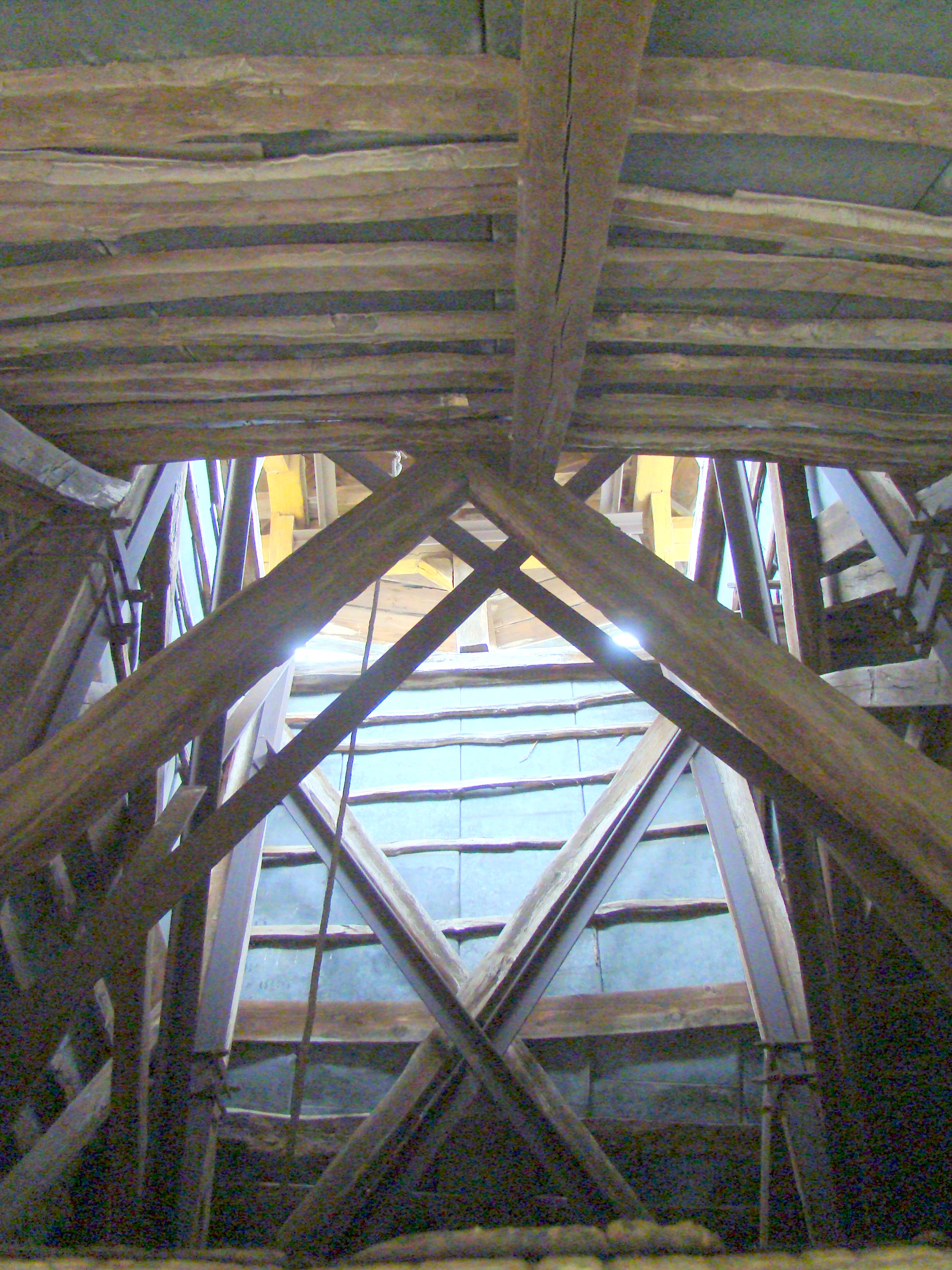
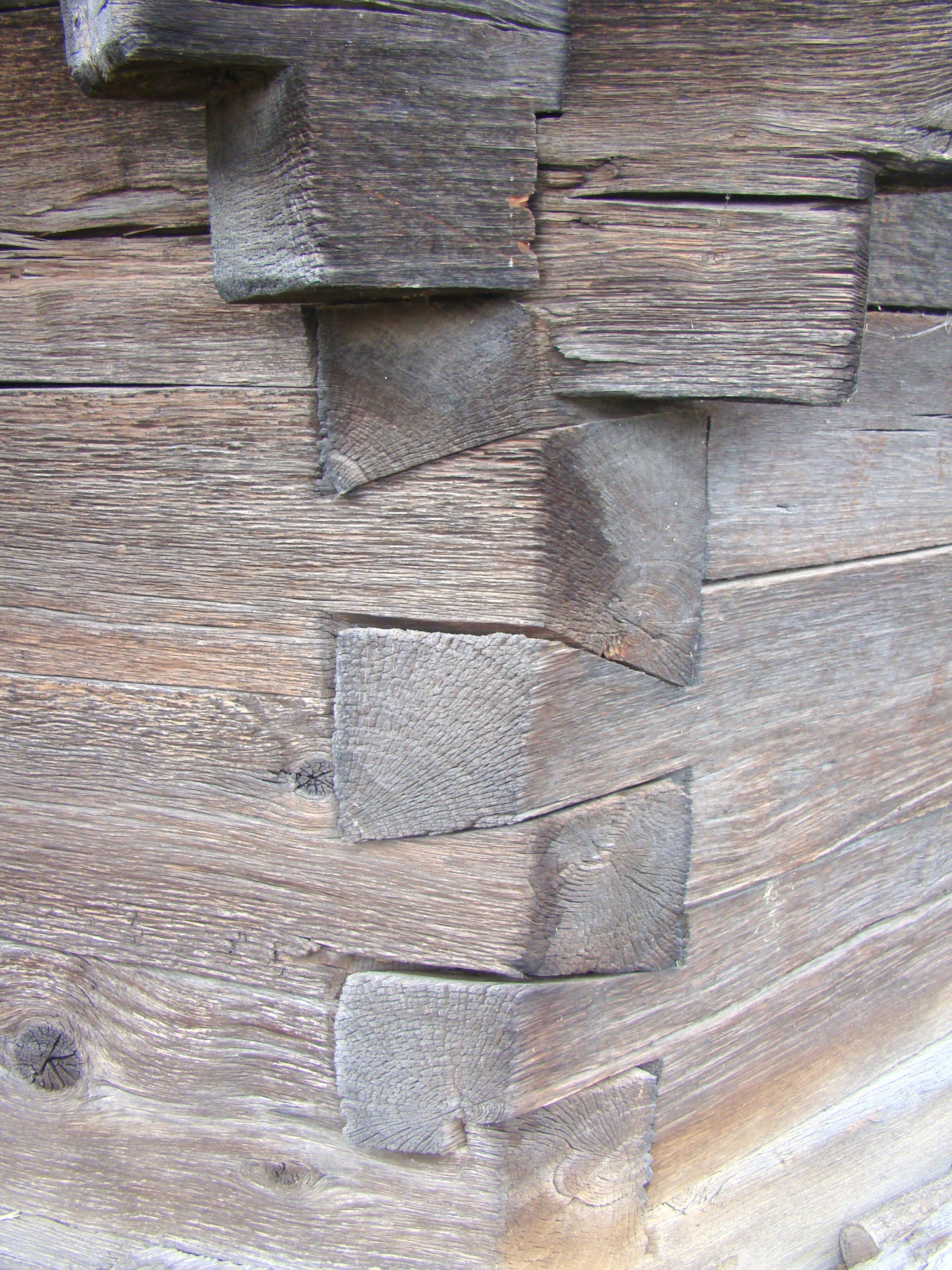
Îmbinări
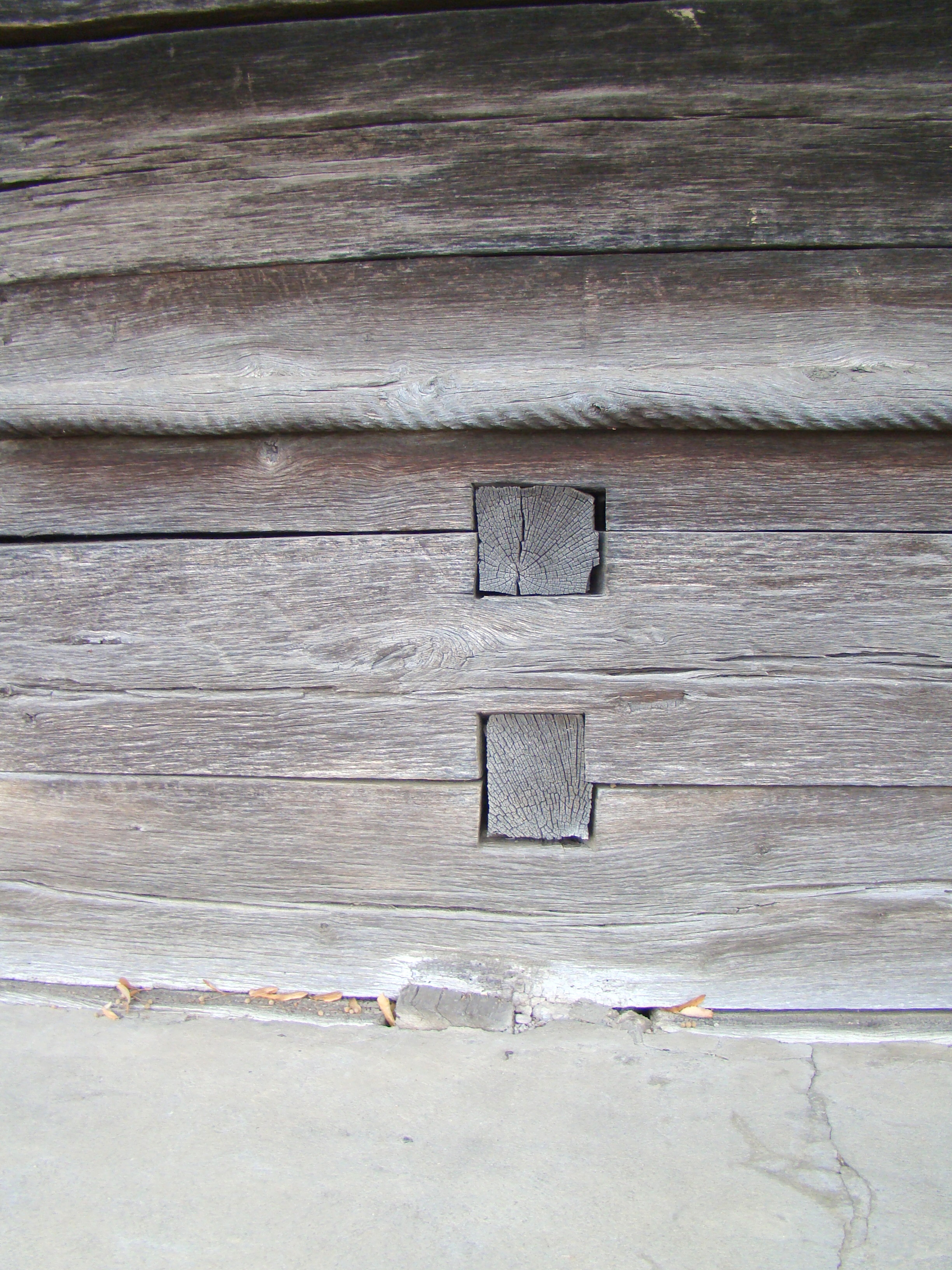
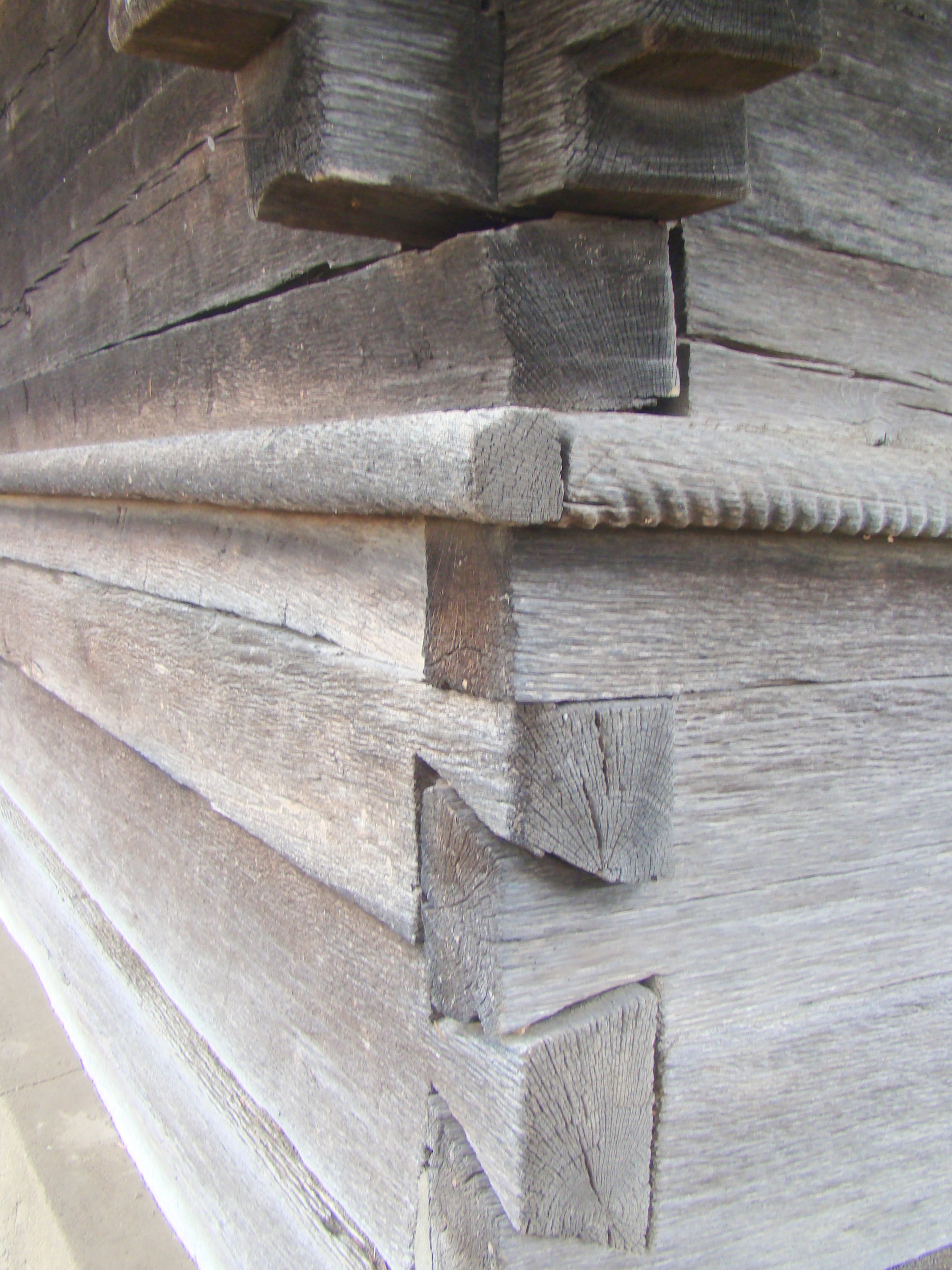
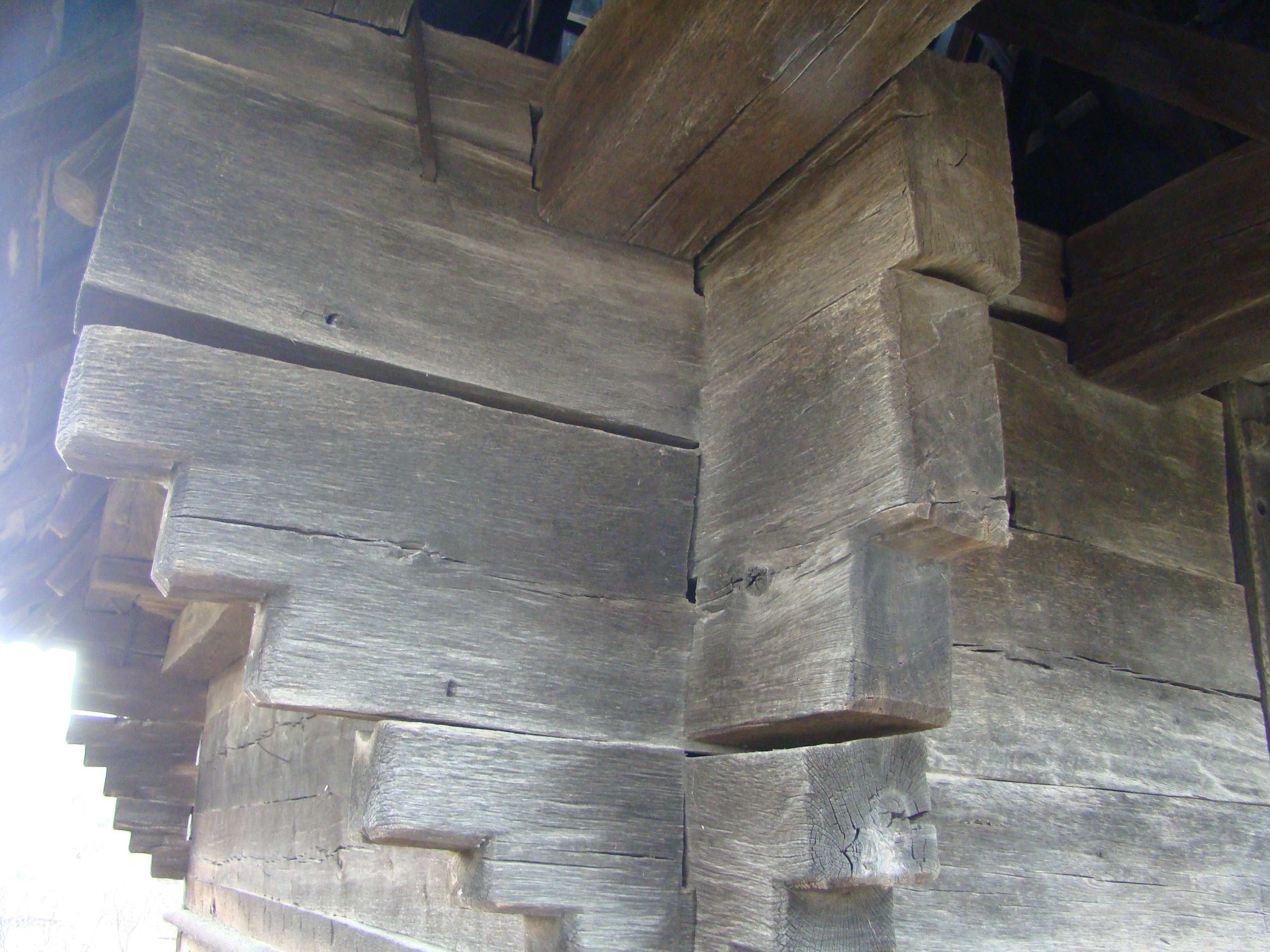
Console
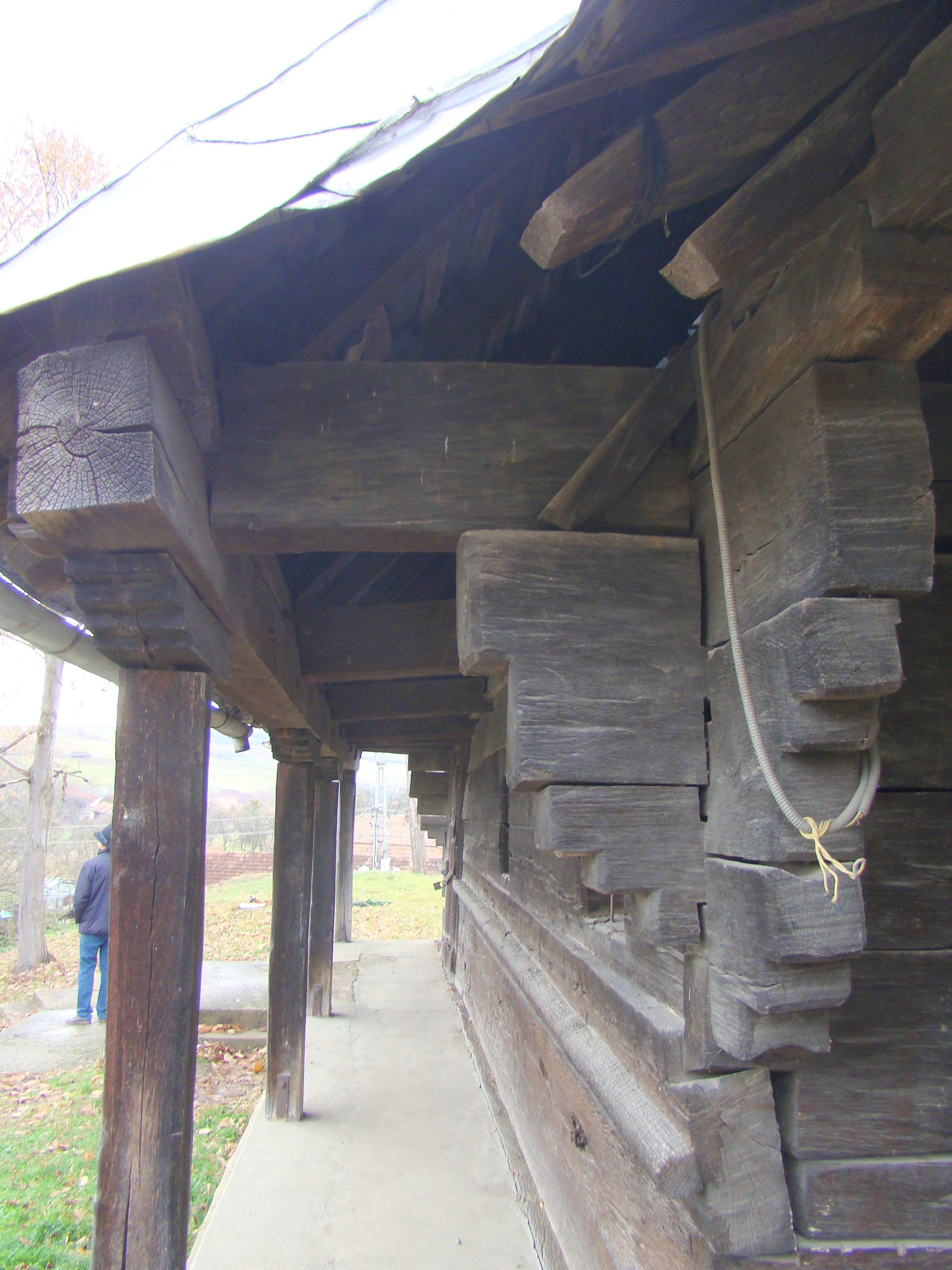
Pridvorul de pe latura sudică
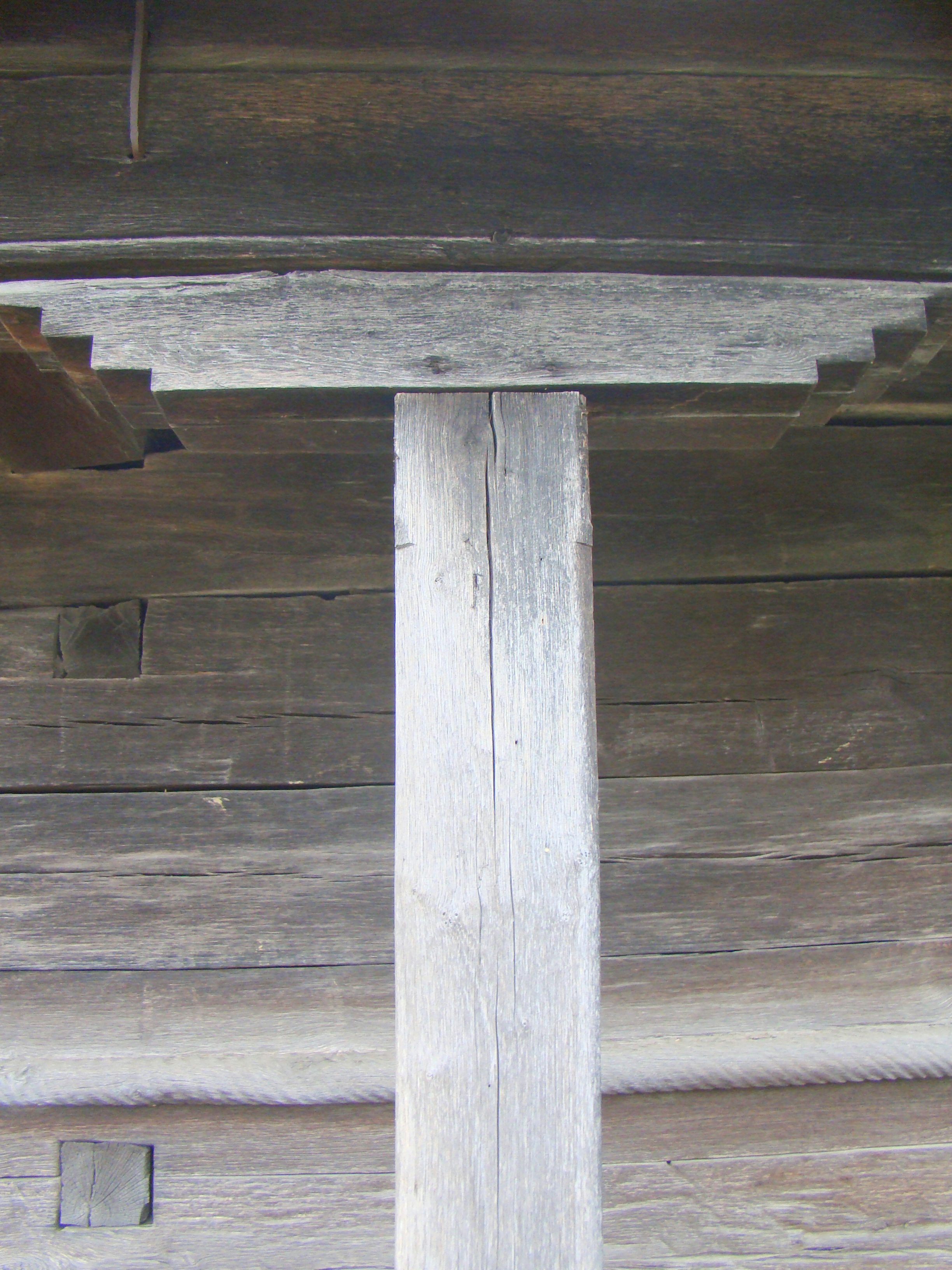
Stâlp la pridvor
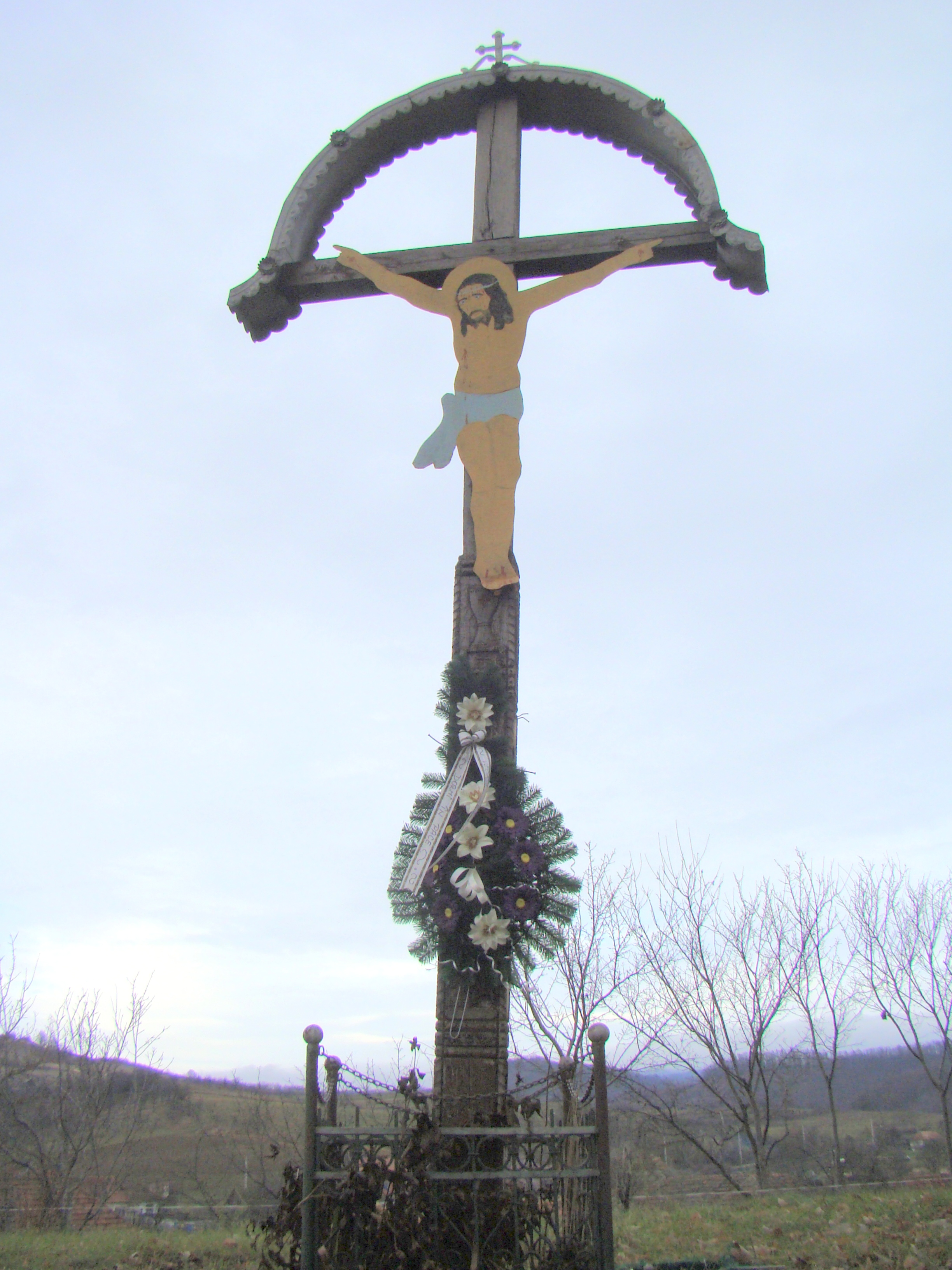
Troiţa
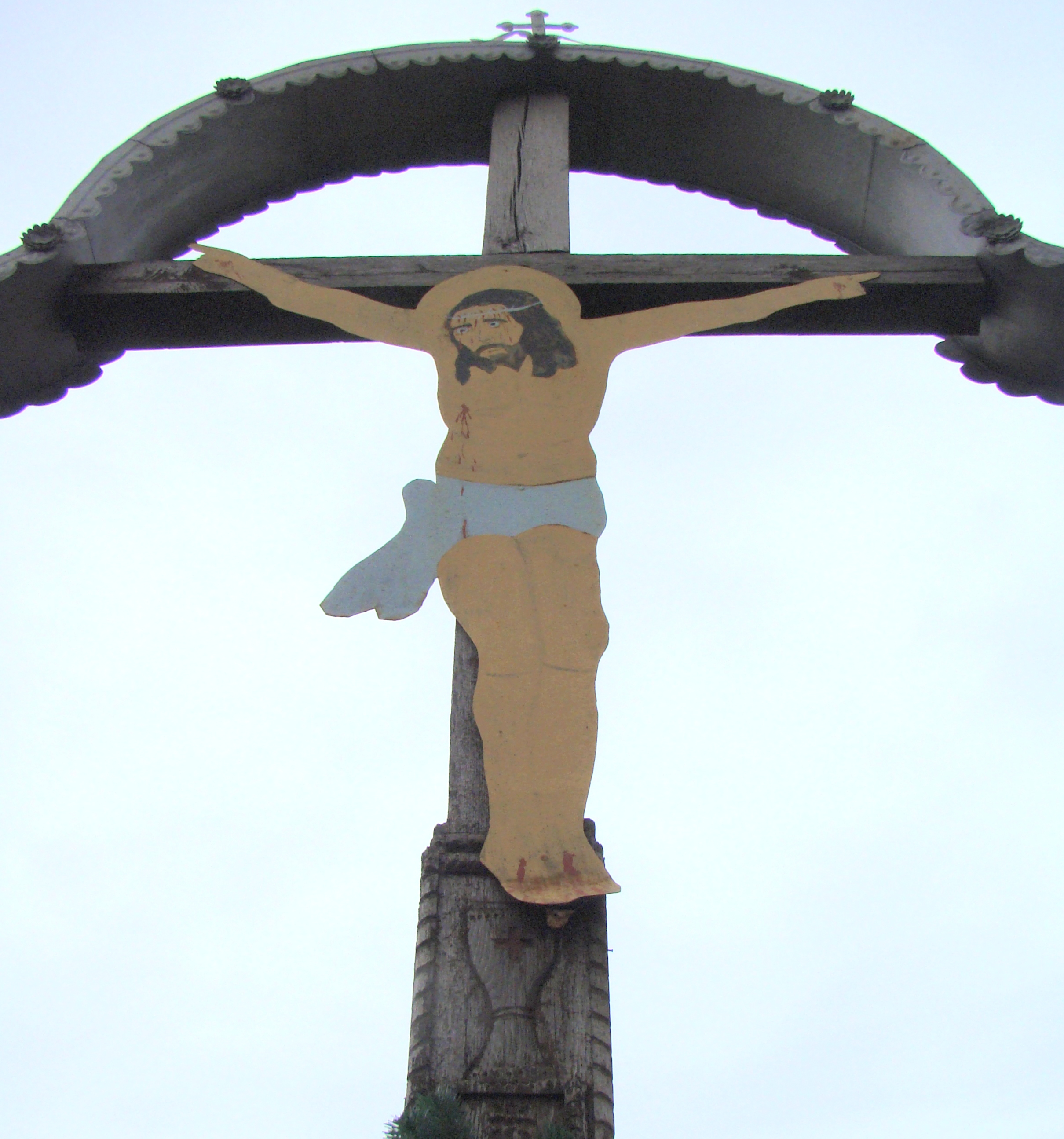
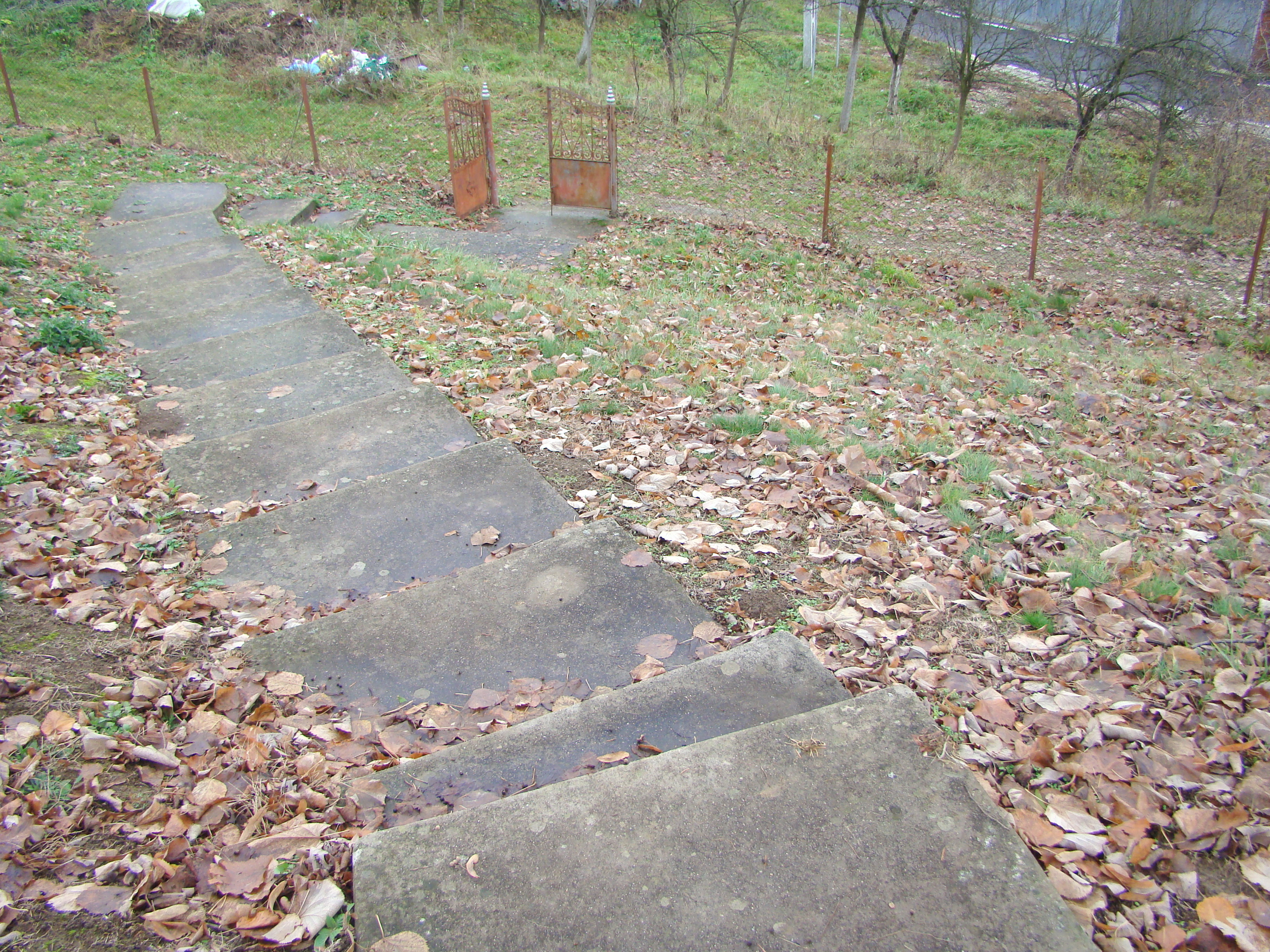

## Imagini din interior

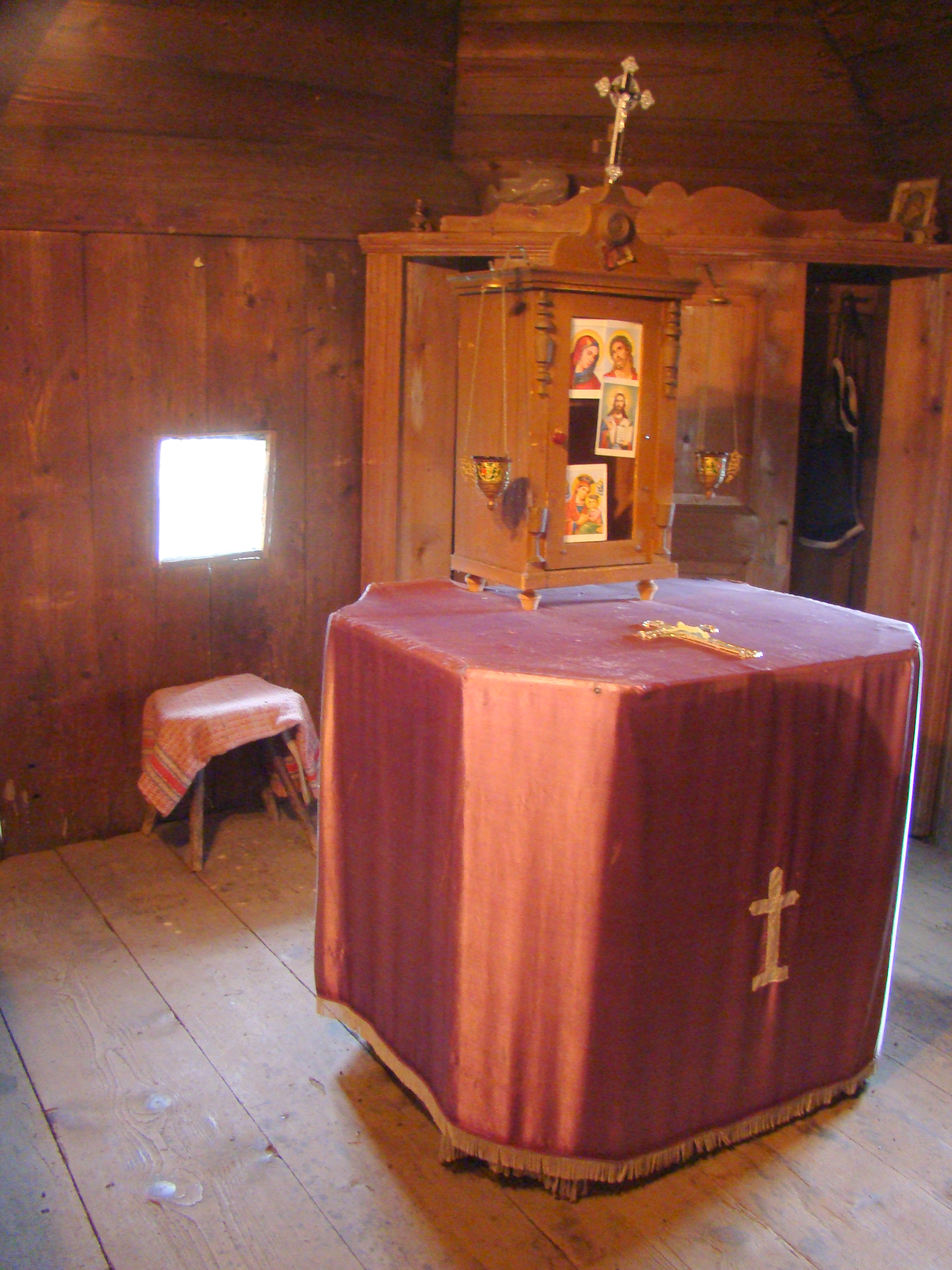
Masa altarului
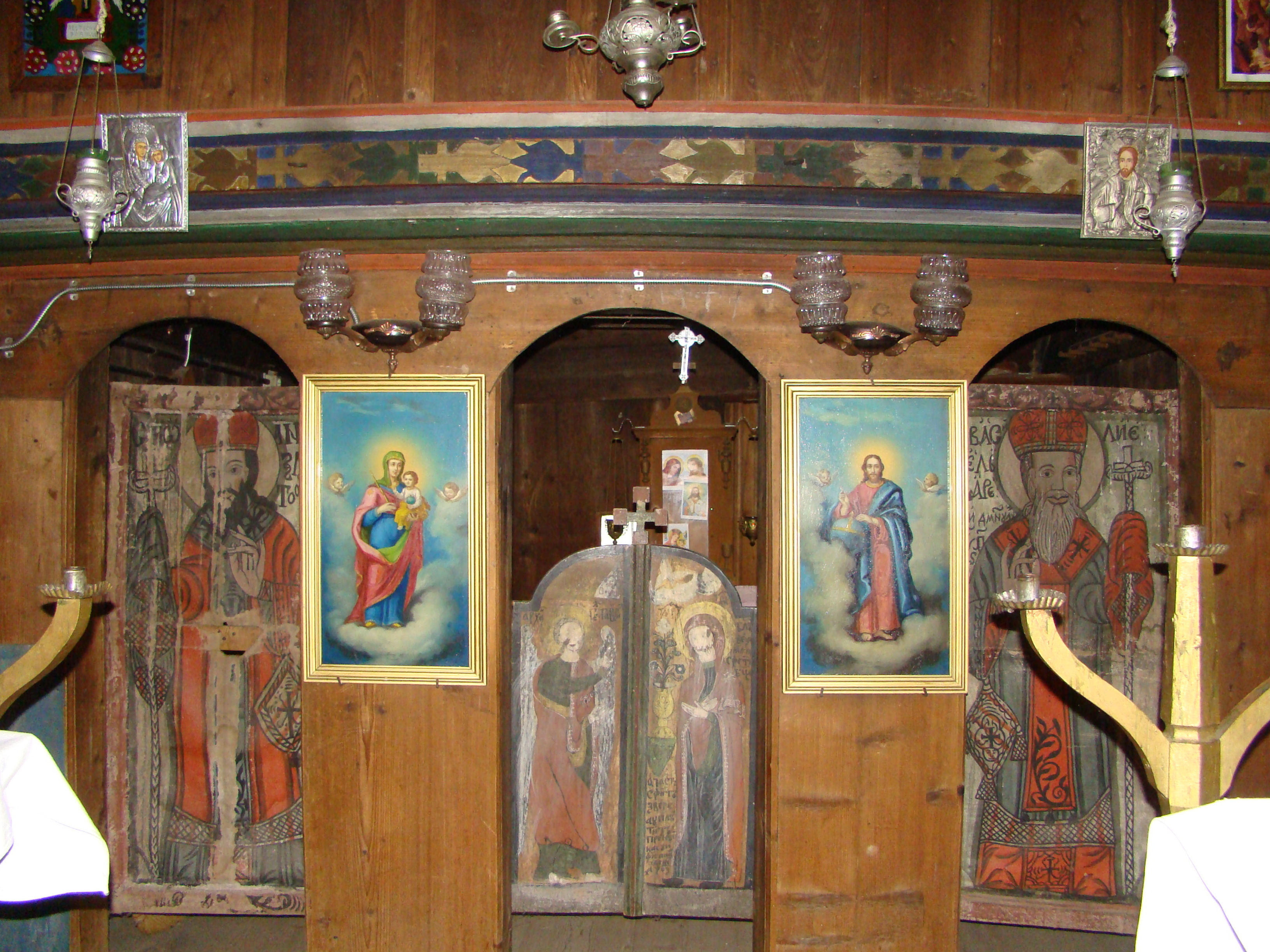
Uşi şi icoane împărăteşti
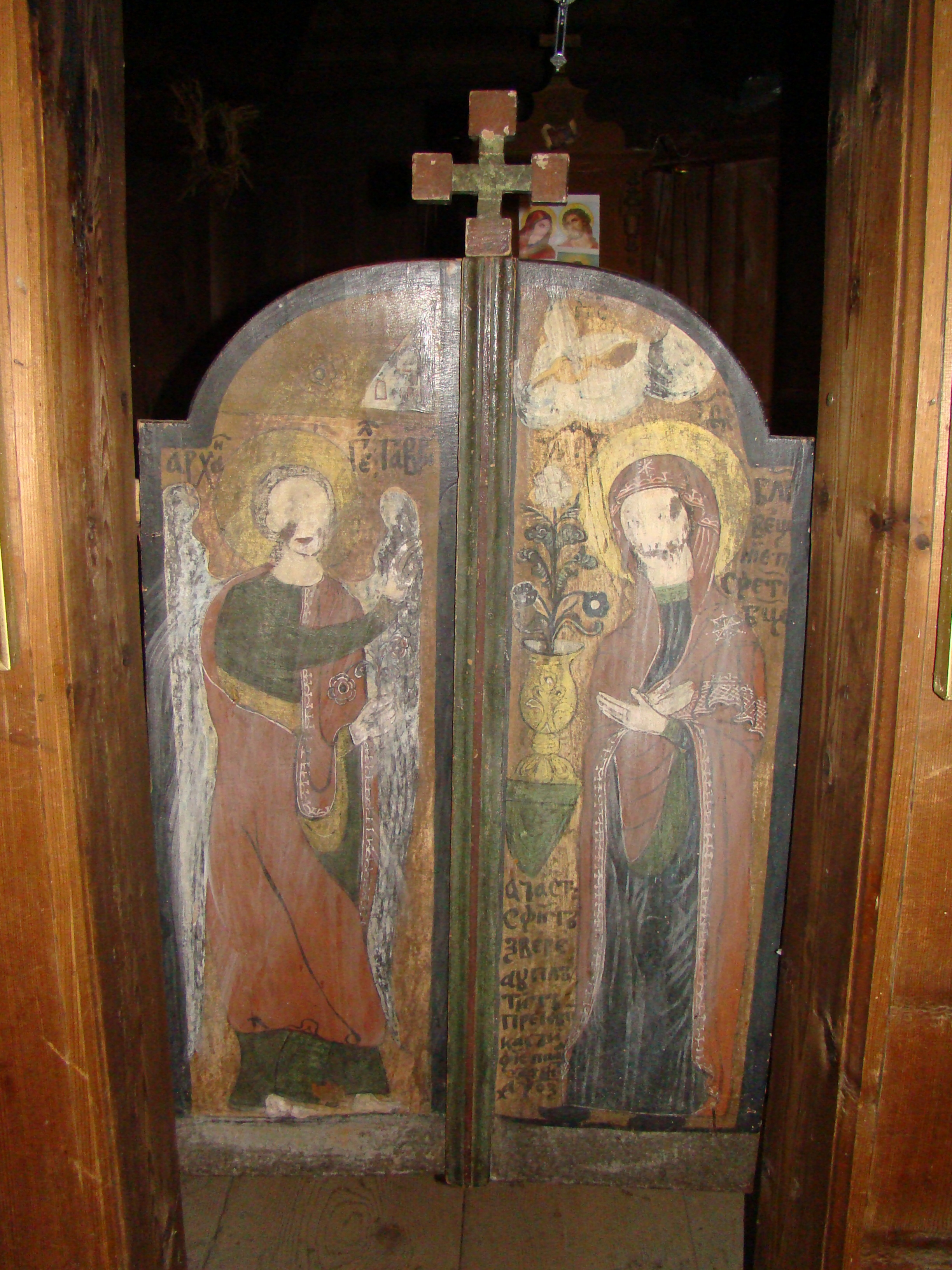
Ușile împărătești
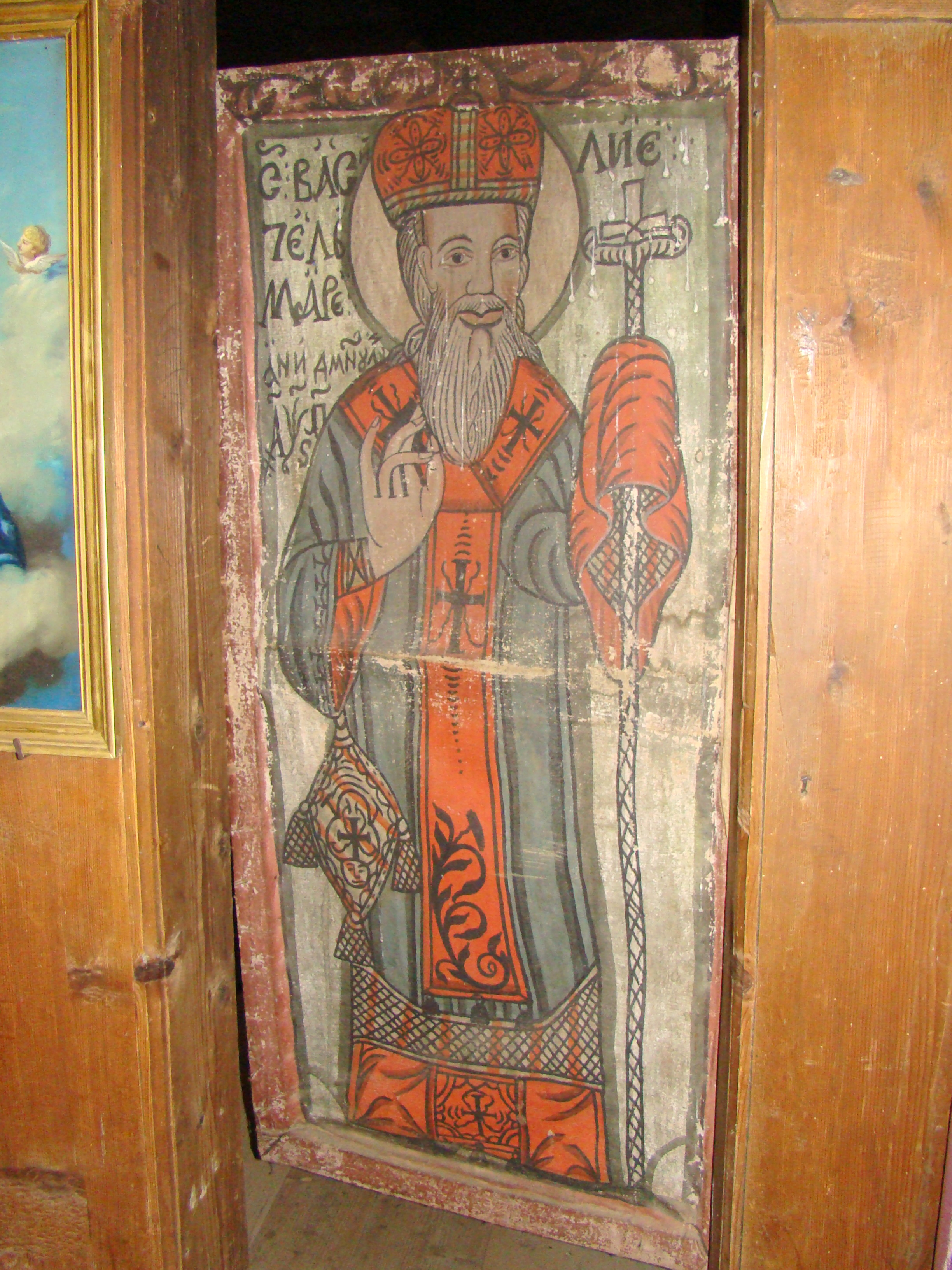
Ușă diaconească
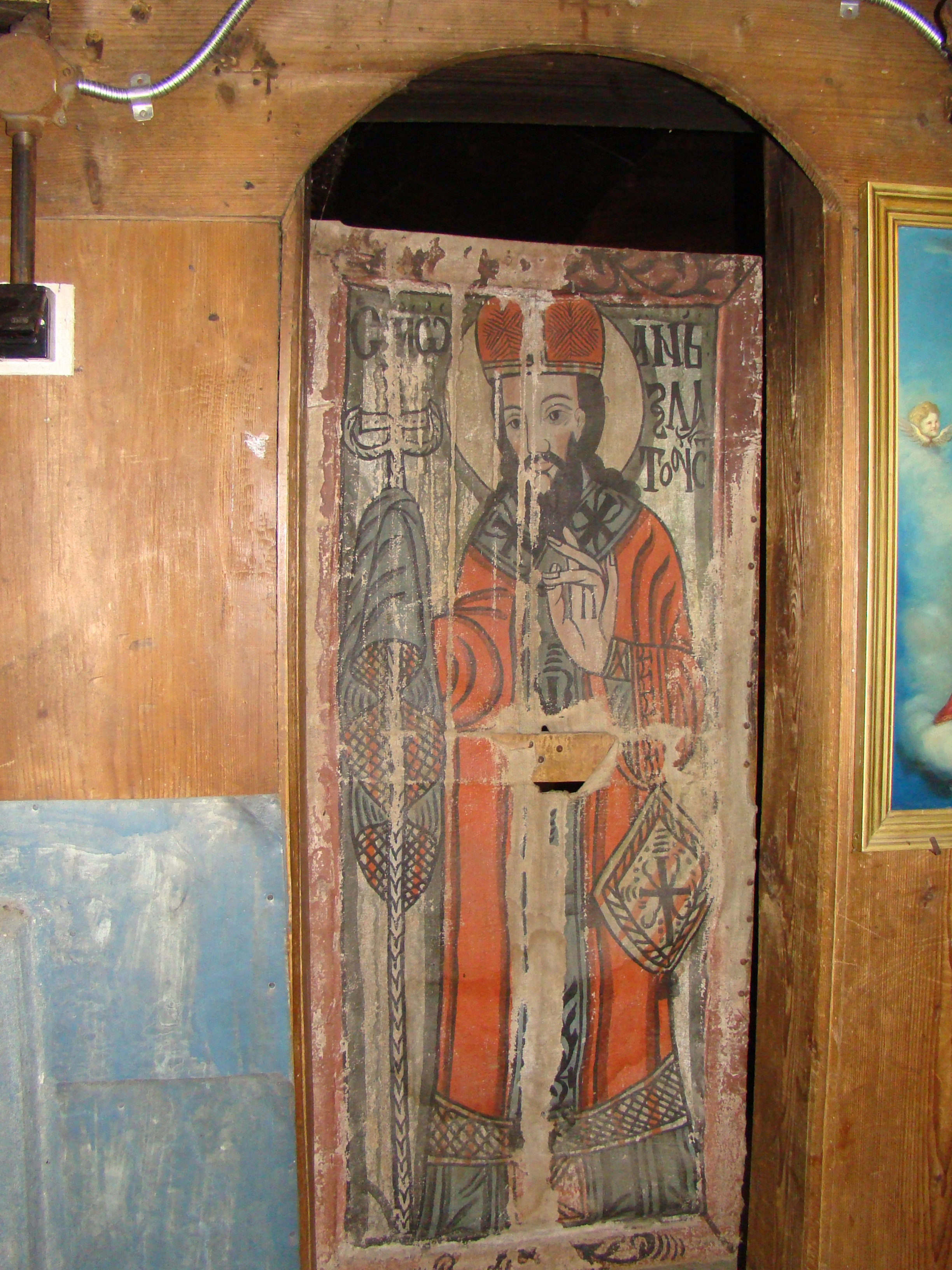
Uşă diaconească
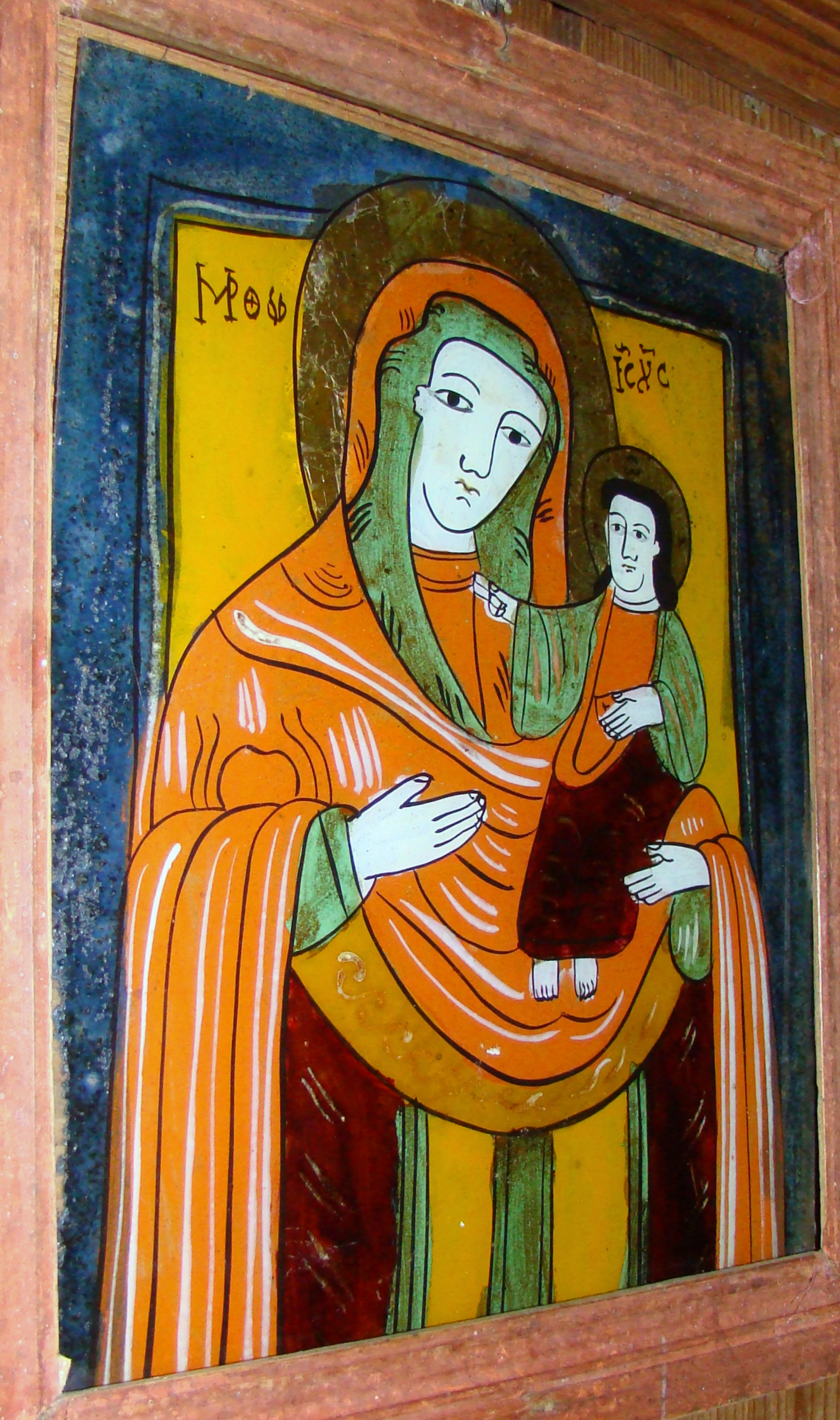
Icoană pe sticlă: Maica Domnului cu Pruncul
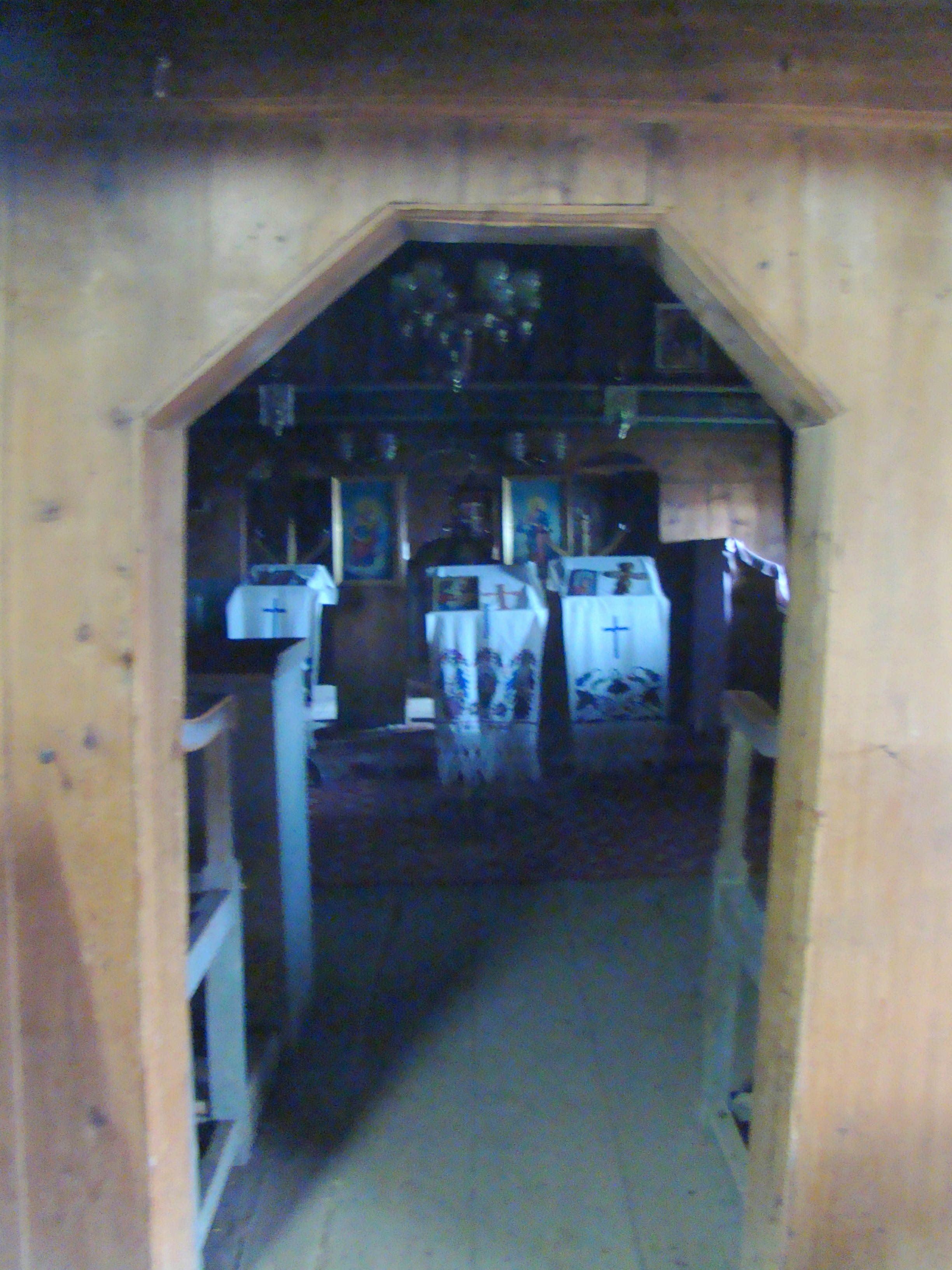
Portalul interior
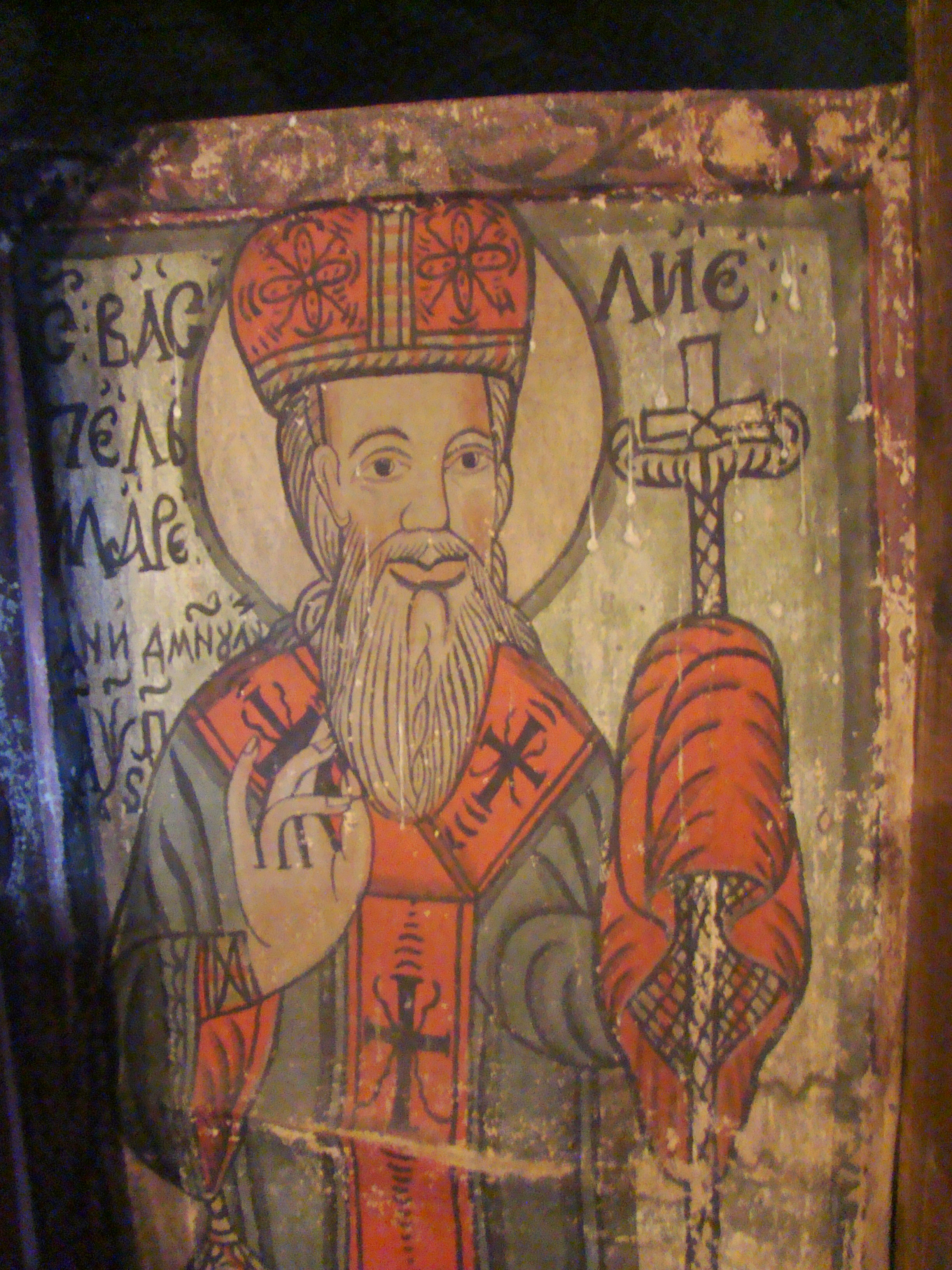
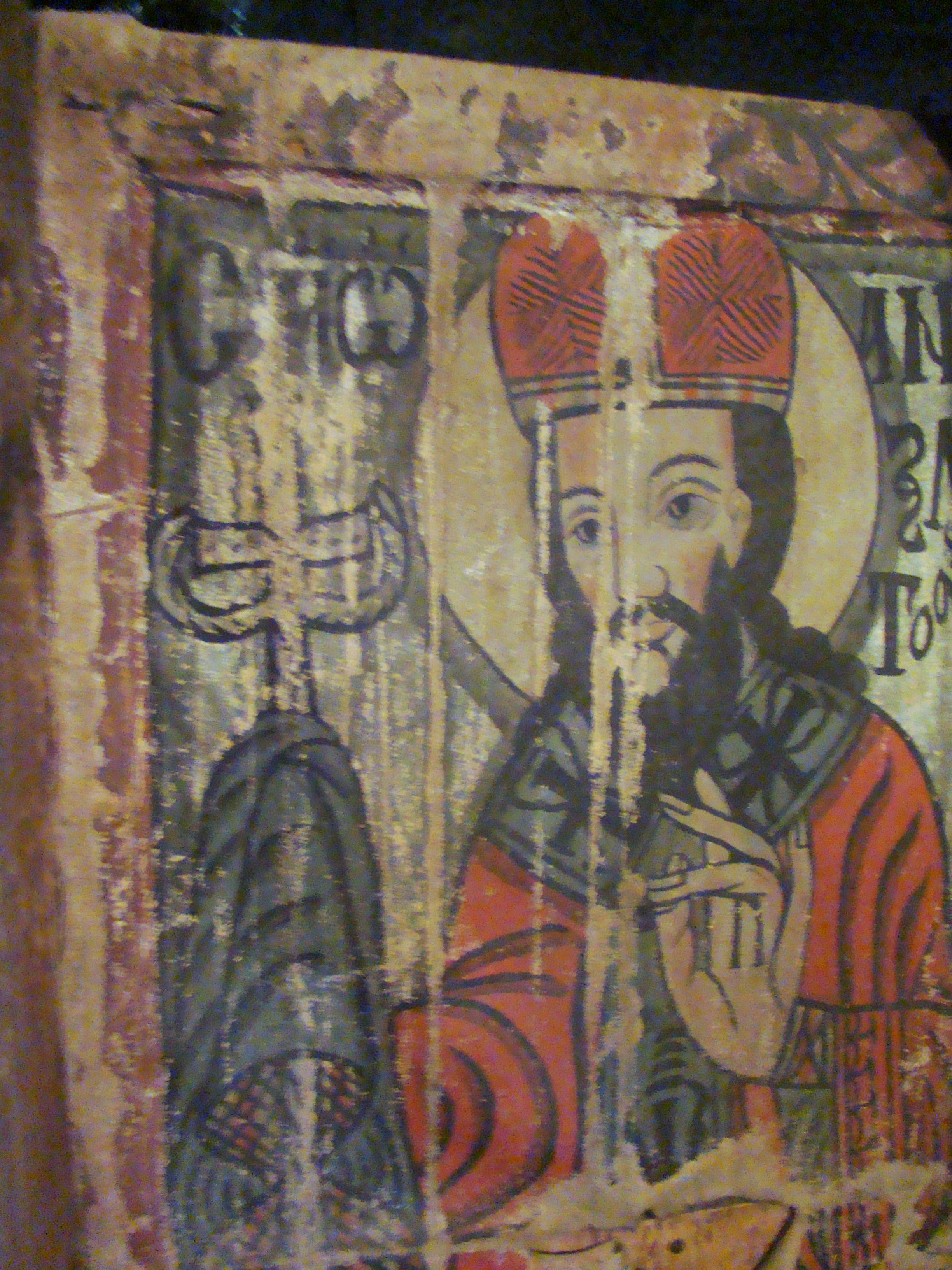
Ușă diaconească (detaliu)
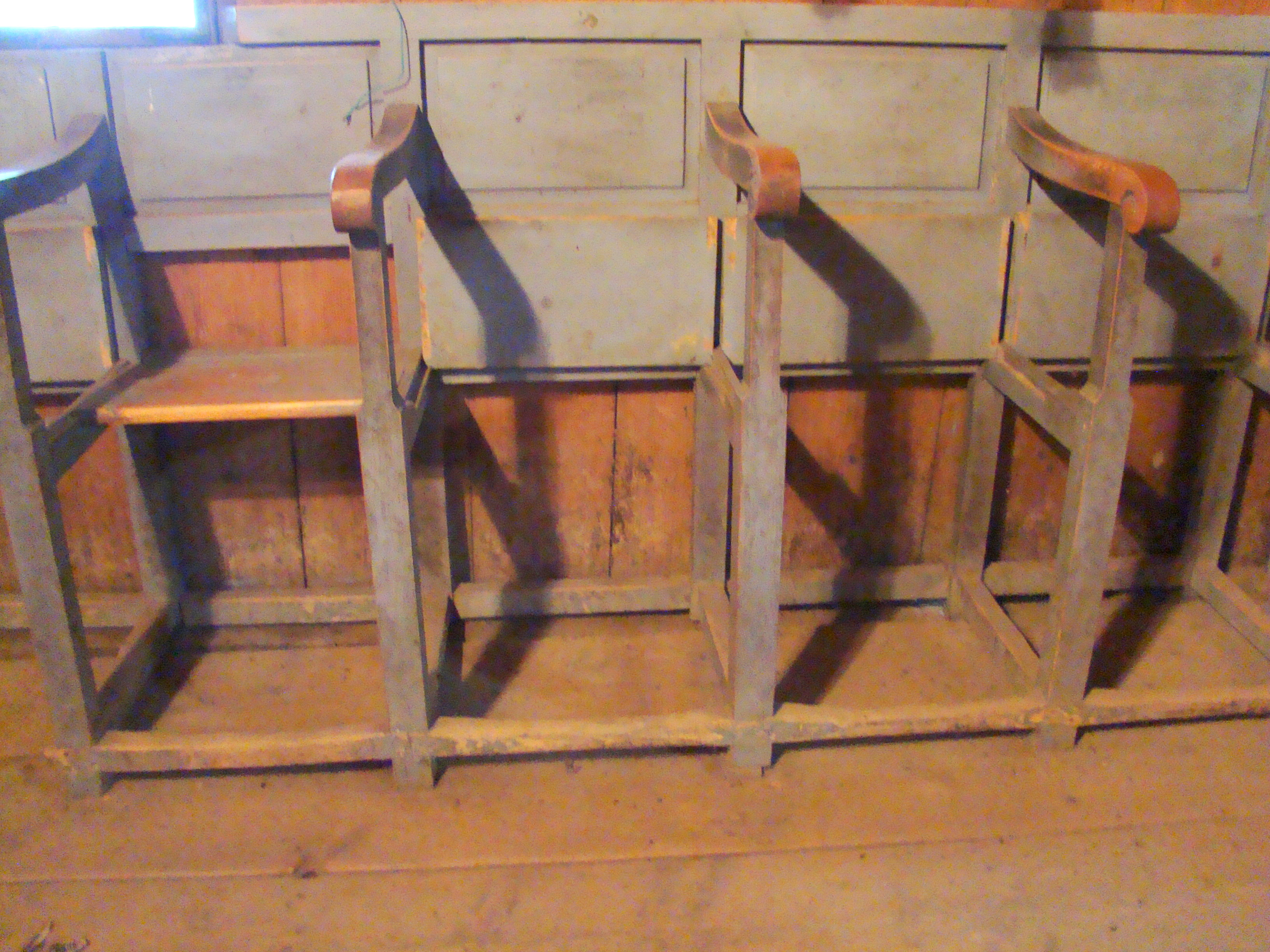
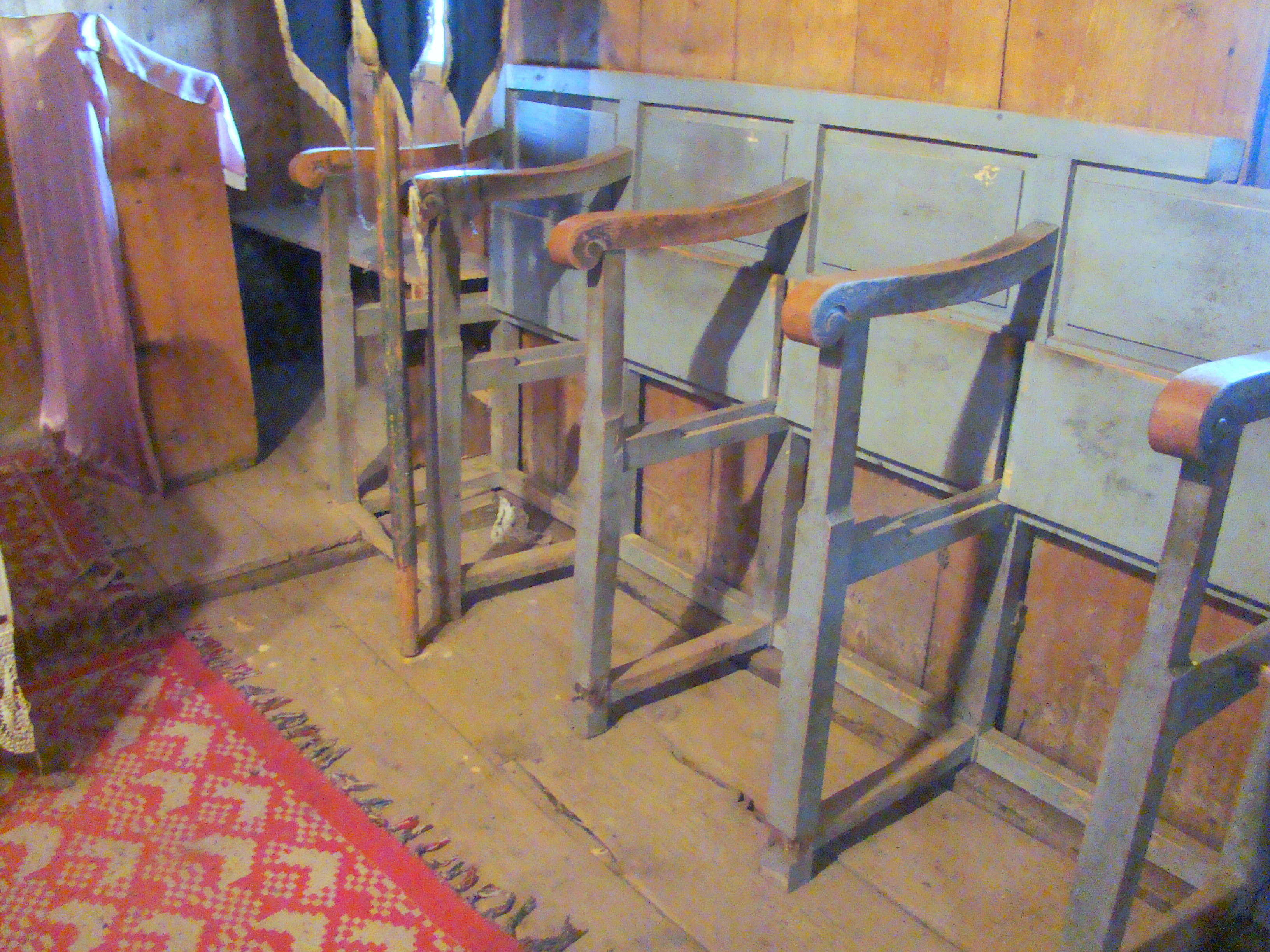
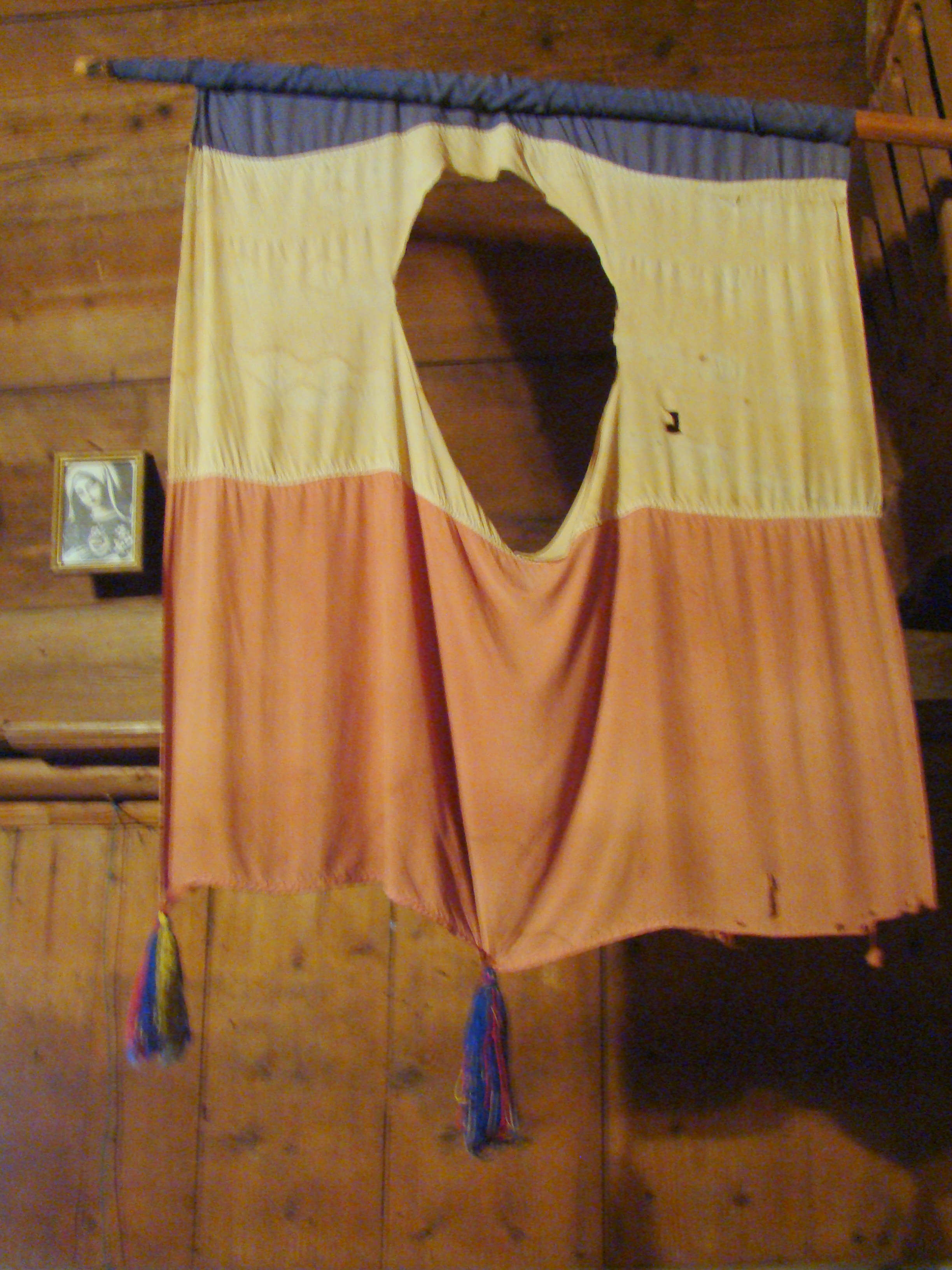